# ミンデン (ノルトライン＝ヴェストファーレン)
ミンデン（ドイツ語: Minden,  [ˈmɪnd̩n]、低地ドイツ語: Minn'n）は、ドイツ連邦共和国ノルトライン＝ヴェストファーレン州デトモルト行政管区のミンデン＝リュベッケ郡の郡庁所在都市である。この街は、ミンデナー・ラント地方の歴史的な政治の中心地である。また、ミッテルラント運河とヴェーザー川とが交差する水運路ジャンクション (Wasserstraßenkreuz) のある街としても知られている。この1200年以上の歴史を持つ旧司教座都市にはヴェーザールネサンス様式の数多くの建築とともに、重要な象徴的建造物である聖堂が保存されている。

## 地理

### 位置
ミンデンは、ノルトライン＝ヴェストファーレン州北部の、ヴェーザー川がヴェーザー山地とヴィーエン山地を突破して流れ出る出口の北側に位置する。ヴェーザー川はここでヴェーザー山地から離れ、北ドイツ低地に向かって流れて行く。

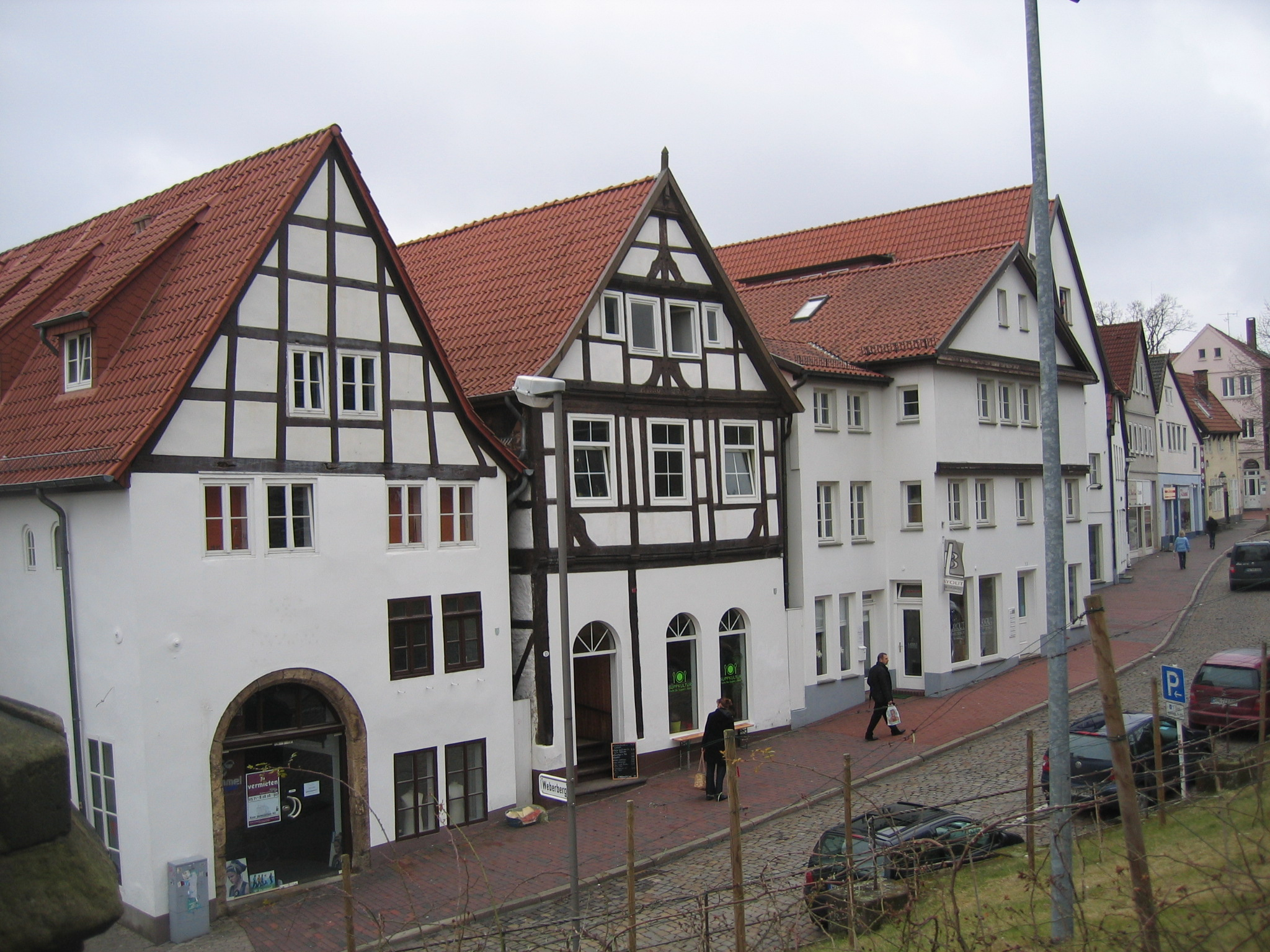
オーバーシュタットとウンターシュタットを結ぶ坂道

この都市は、南に中低山地を望むヴェーザー川両岸の平地にあるが、ヴィッツェン市区やハッデンハウゼン市区はヴィーエン山地の稜線までを含んでいる。中核市区は、ヴェーザー川西岸の段丘に位置している。この段丘は市街地を貫いて、これをオーバーシュタット（上の街）とウンターシュタット（下の街）に分けているばかりでなく、自然環境の境界にもなっている。市の構成は、プロイセンのミンデン城砦によって規定されており、取り壊された防衛施設の跡は市を取り囲む緑地帯（グラシー（Glacis、防塁の斜堤を意味する）と呼ばれる）にその名残を留めている。
ミンデンはビーレフェルトの北東40 km、ハノーファーの西55 km、オスナブリュックの東60 kmに位置し、ミンデナー・ラント地方歴史的・政治的中心地となっている。
市内をミッテルラント運河が東から西に横断し、ヴェーザー川が南から北に流れる。両者は、市の北側にある水運路ジャンクション (Wasserstraßenkreuz Minden) で交差する。ミンデン市内でバスタウ川が西からヴェーザー川に注ぐ。
市内の最低地点はレーテルン市区にあり海抜40.3 m、最高地点はハッデンハウゼン市区にある海抜180.6 mである。

### 市域の広がり
市域面積は 101.08 km2で、南北軸は最大 13.1 km、東西軸は最大 14.1 kmである。

### 隣接する市町村
ミンデン市は東のマイセン市区、ペピングハウゼン市区がニーダーザクセン州ビュッケブルクとの州境を形成する。この他は、北はペータースハーゲン、西はヒレ、南はバート・エーンハウゼンおよびポルタ・ヴェストファーリカと境を接する。

### 市の構成
市域は以下の19の市区からなる。
| - ベーレンケンペン (Bärenkämpen) - ベルホルスト (Bölhorst) - ダンケルゼン (Dankersen) - デュッツェン (Dützen) - ハッデンハウゼン (Haddenhauzen) - ヘーファーシュテット (Häverstädt) - ハーレン (Hahlen) - インネンシュタット (Innenstadt) - ケーニヒストーア (Königstor) - クーテンハウゼン (Kutenhausen) - レーテルン＝アーミングハウゼン (Leteln-Aminghausen) - マイセン (Meißen) - ミンダーハイデ (Minderheide) - ノルトシュタット (Nordstadt) - ペピングハウゼン (Päpinghausen) - レヒテス・ヴェーザーウーファー (Rechtes Weserufer) - ローデンベック (Rodenbeck) - シュテンマー (Stemmer) - トッテンハウゼン (Todtenhausen) |

### 気候
ミンデンはオストヴェストファーレン全域がそうであるように、おおむね海洋性気候で、ときおり大陸性気候の性質が混ざる移行地域にあたる。ここでは気温や降水量は年間を通じて大きな変動は比較的少ない。夏は大陸性気候の土地に比べてやや涼しく、冬はやや暖かい。これにはヴィーエン山地の北側で風の当たらない側であることも影響している。トイトブルクの森とヴィーエン山地が、大西洋から雨を運んでくる南西の風からこの街を護っている。このためミンデンは、他のオストヴェストファーレン地方の街と比べて降水量が少ない。その値はノルトライン＝ヴェストファーレン州の平均とほぼ同値である。市の北部における年間降水量は 600 - 650 mm、南部ではそれよりもやや多い 650 - 700 mm である。気温は北ドイツ低地とヴェーザー渓谷の比較的低い高度によって決定づけられている。年間平均気温は 9 - 9.5℃で、ヴェストファーレン盆地の平均値を同じである。ミンデン＝ハーレン市区の降水量を表で示す。
| ミンデン＝ハーレン（海抜 46m）の気候ダイアグラム \| \| 1月 \| 2月 \| 3月 \| 4月 \| 5月 \| 6月 \| 7月 \| 8月 \| 9月 \| 10月 \| 11月 \| 12月 \| \| \| \| 降水量 (mm) \| 57.1 \| 42.6 \| 52.9 \| 51.5 \| 61.2 \| 80.2 \| 63.8 \| 68.1 \| 58.5 \| 46.3 \| 55.8 \| 63.5 \| 計 \| 701.5 \| 出典: ドイツ気象庁 |      |      |      |      |      |      |      |      |      |      |      |      |    |       |
| | 1月  | 2月  | 3月  | 4月  | 5月  | 6月  | 7月  | 8月  | 9月  | 10月 | 11月 | 12月 |    |       |
| 降水量 (mm) | 57.1 | 42.6 | 52.9 | 51.5 | 61.2 | 80.2 | 63.8 | 68.1 | 58.5 | 46.3 | 55.8 | 63.5 | 計 | 701.5 |

## 歴史

### 先史時代から中世

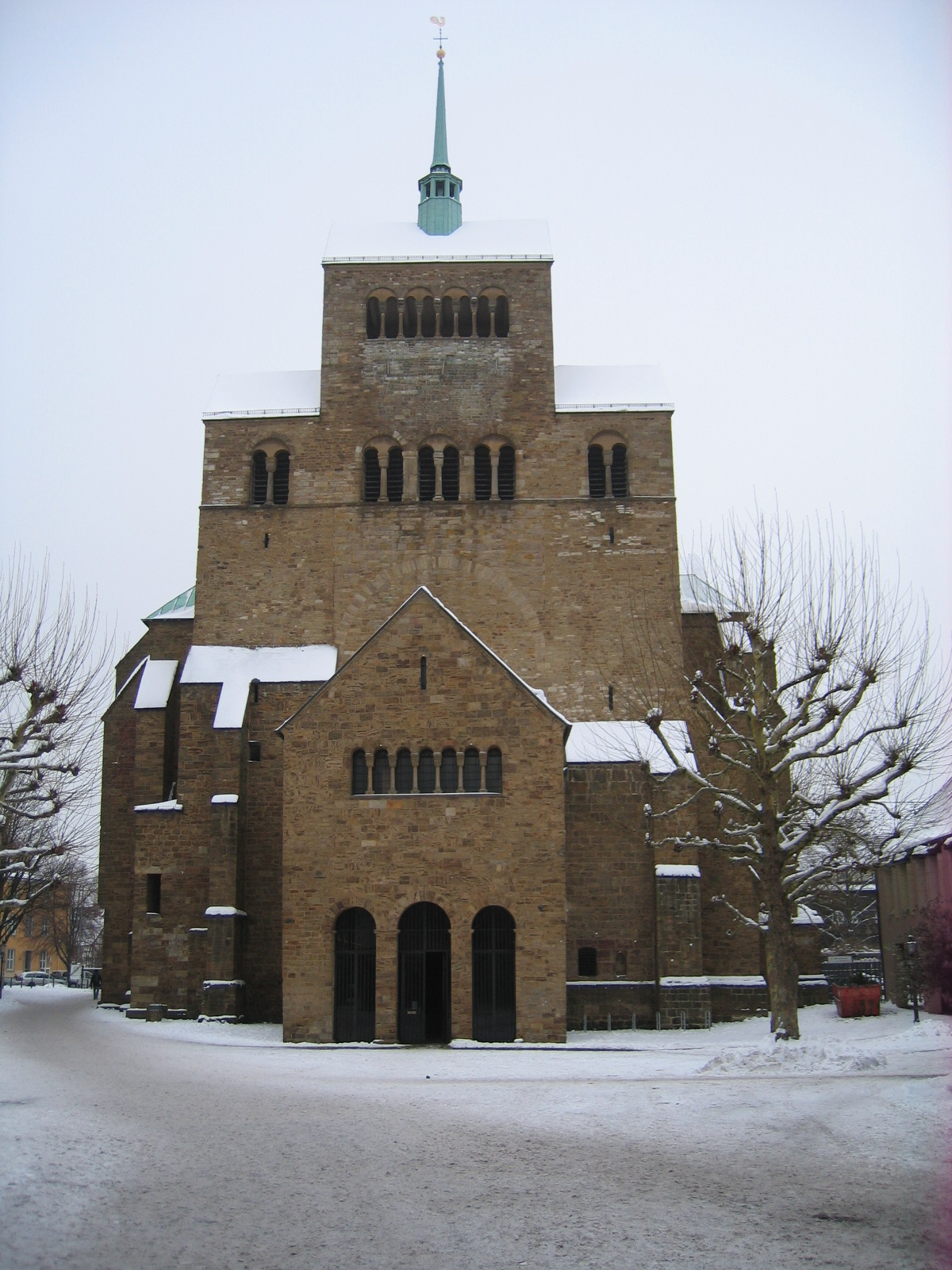
ミンデン司教座聖堂教会

現在の市域にあたる様々な場所からの定住を示す出土品は、ミンデンが3世紀にはすでに入植地であったことを示唆している。ミンデン地域では1世紀から4世紀まで、絶えず入植地開発がなされていた。ここは当時、ライン＝ヴェーザー・ゲルマン人グループの入植地であった。
ミンデンは798年のフランク王国の年代記『帝国年代記』に、カール大帝が "Minda" で帝国集会を開催したとして初めて記録されている。カール大帝は800年頃ミンデンに司教区を設けた。この町は977年に都市権、貨幣鋳造権、関税権を得た。13世紀の初めまでは司教が任命する都市貴族が市の代表者であり、行政指導者を務めた。1230年頃にミンデン城が建設され、市議会は教会領主である司教から独立した存在となり、都市権が改めて授けられた。この権利が行使されて、教会から独立した貿易が開始された。その収益は、この都市を一層発展させる基盤となった。中世には、ミンデンはハンザ同盟に加盟した。ミンデン市民の独立意識の高まりは、旧市庁舎の建設に現れている。この庁舎はおそらく1260年頃に、司教座教会の管轄区との境界に面して建てられたのである。こうした市民の圧力を受けて、1306年または1307年に当時のミンデン司教ゴットフリート・フォン・ヴァルデックは居館をミンデンからペータースハーゲン城に移した。

### 中世末期から近世

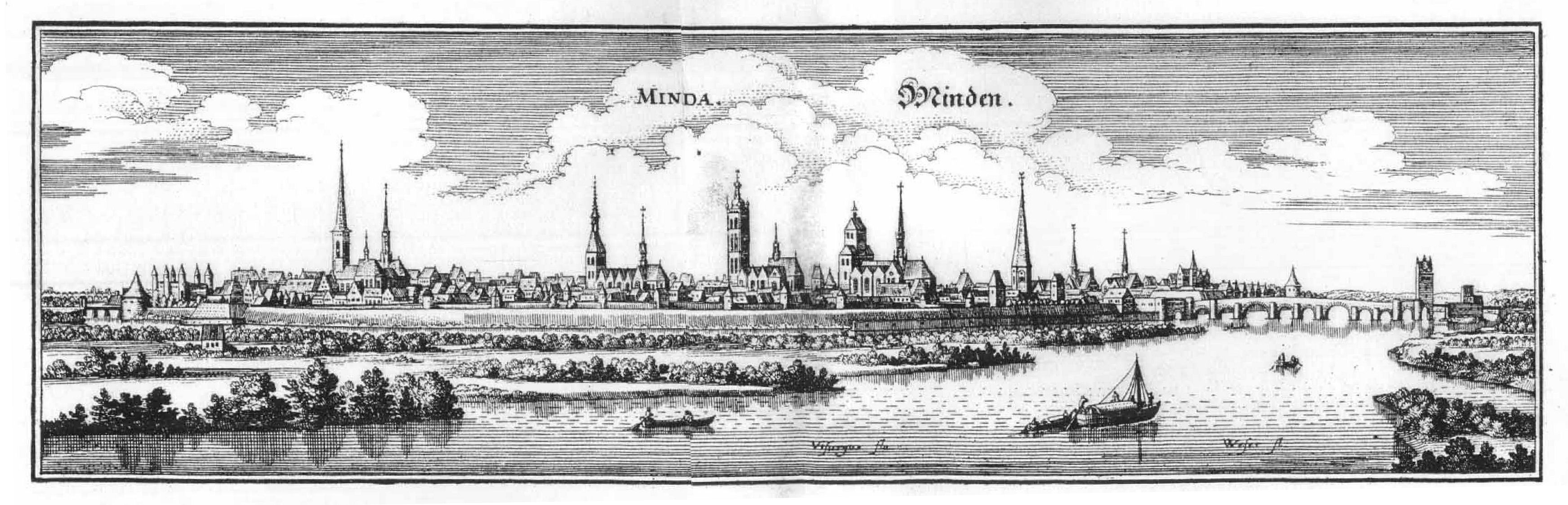
1642年頃のミンデンを描いたマテウス・メーリアンの銅版画

宗教改革の時代、1529年にミンデンでは深刻な対立が起こった。その結果市政を管理するための36人の委員からなる委員会が形成された。1530年2月13日、ついにニコラウス・クラーゼはマルティン教会の説教壇からミンデンのプロテスタント化を宣言した。魔女狩りの時代、1603年から1684年までの間に、合わせて128人が魔女裁判にかけられた。隣接する多くの地域と同様にもっぱら女性がその対象となった。三十年戦争では、1625年から1634年まで、この街はカトリックの皇帝軍によって占領された。1634年にプロテスタントのスウェーデン軍によって包囲され、最後にはこの軍によって征服された。スウェーデン女王クリスティーナは、ミンデン市民に対して、内政・外政のすべてにおいて完全な主権を認めた。三十年戦争後、ミンデンは1648年のヴェストファーレン条約によって、ブランデンブルク＝プロイセン領となり、プロイセン王国が消滅する1947年まで、その領土であった。1711年6月10日にプロイセン王フリードリヒ1世が発布した「領主による市政綱領」によってミンデン市民の400年におよぶ自治権は消滅した。16人の商人、16人の手工業者、8人の代議士が選出され終身委員として市の運営にあたっていた40人委員会や、市参事会による議会は廃止された。

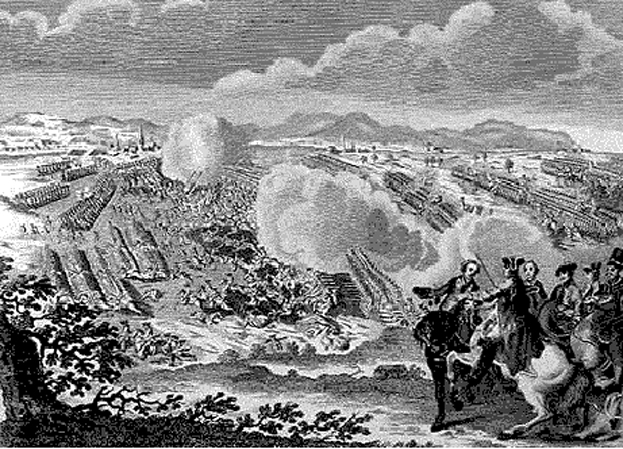
ミンデンの戦い

七年戦争（1756年から1763年）では、防禦を固めたミンデン市が戦場となった。この街は1757年の夏にフランス軍によって占領された。数ヶ月後、ブラウンシュヴァイク＝ヴォルフェンビュッテル公子フェルディナントが率いる同盟軍が反撃を開始し、1758年冬にミンデン周辺で激しい戦闘が行われた。ミンデンは、一旦は同盟軍が占領したものの、1759年の夏に再びフランス軍に占領された。1759年8月1日にミンデンの門前で行われたミンデンの戦いの結果、この城塞都市は最終的に同盟軍のものとなった。
1719年から1801年まで、この都市はミンデン＝ラーフェンスベルク領邦の行政府所在地となり、1816年から1947年までは行政管区本部所在地となった。

### 19世紀
1806年までミンデン聖堂周辺の地域はドームフライハイト、すなわち司教座教会の管轄地域であった。この地域は他のミンデン市街とは異なり、聖界領主が統治していた。1806年11月13日、ミンデンはフランス軍に占領され、1810年末まではヴェストファーレン王国領、その後はフランスの直接統治下に置かれた。ライプツィヒの戦いでナポレオン1世が敗退した後、フランス軍はミンデナー・ラント地方から撤退し、再びプロイセン領となった。アルニムの郡長時代（1816年 - 1820年）にミンデン行政管区の監督下でミンデンの防衛施設が再建された。この市壁の再建は、工業発展・経済発展を阻むという重大な弊害を招来した。街とその気風は市壁の中に封じ込められてしまったのであった。これを契機に、それまでは小さな町に過ぎなかったビーレフェルトやドルトムントといった都市が隆盛へと向かって行ったのである。
プロイセン時代はミンデンに多大な影響を及ぼした。それは現在も街の施設や風景に見て取れる。この時代の多くの建物が現存している。初代防衛司令官はエルンスト・ミヒャエル・フォン・シュヴィヒョウであった。1873年までこの街はプロイセンの要塞都市であった。1873年5月30日、ベルリンでの帝国議会は、ミンデン、シュテッティン、エアフルト、ヴィッテンベルク、コーゼル、グラウデンツ、コルベルク、シュトラールズントの防衛施設の撤廃を決定した。これによりやっと市壁が取り壊され、都市は経済的に復興した。しかし、かつてのような政治的・経済的に重要なポジションに再び戻ることはなかったのである。

### 20世紀
第一次世界大戦末期のドイツ革命は、ミンデンでは比較的穏やかに推移した。1918年11月7日と8日にミンデン駐在のいくつかの兵舎で小競り合いがあったが、街のSPD代表と労働組合の働きによって沈静化した。1918年11月8日の午後、労兵会がミンデン市の公的見料区を掌握した。これとは対照的に1920年のいわゆるカップ一揆では、ミンデンの立場は緊張状態に置かれた。市政委員会のSPD、DDP、USDPの代表は大統領フリードリヒ・エーベルトとグスタフ・バウアー内閣への支持を表明したが、中央党代表は保留の態度を示した。1920年3月15日に労働組合が市の行政機構を掌握した。これにより、クーデター側の声明を公表した新聞、ミンデナー・ターゲブラットとミンデナー・ツァイトゥングは事前検閲が課され、やがて発行禁止となった。こうした処置はミンデンでは前例がなかったが、1918年の11月革命時には他の都市では一度ならずこうした激しい処置がなされていた。1920年3月16日、エーベルト大統領とバウアー首相は電報で労働組合の全権を認めた。「ミンデン労働組合は最高執行権を委託された。組合は憲法に基づく行政管理と施策実行のため、あらゆる処置を行う権利を有する。署名 大統領エーベルト　署名 首相バウアー」カップ一揆の失敗後、ミンデンの住民と政党は激しく分極化していった。1922年6月24日に外務大臣ヴァルター・ラーテナウが殺害されると、その後ミンデンでも残酷な暴力事件が何件があった。1922年6月27日にマルクト広場で約15,000人が参加した大規模なデモが行われた。デモの終了後、多くのでも参加者が市当局に連行され、住居、職場、滞在先のホテルは保守派の人々や国粋主義者によって徹底的に捜査され、多くの皇帝の胸像や肖像、黒 - 白 - 赤の旗が砕かれたり、燃やされたりした。ミンデナー・ツァイトゥングはこの騒乱を1922年7月1日に「ロシア蜂起」と名付けて報じた。

### 第二次世界大戦から自治体建設まで
第二次世界大戦中、ミンデン郊外のヴェーザー山地やヴィーデン山地に U-Verlagerung と呼ばれる地下工場が造られた。ここではノイエンガンメ強制収容所の収容者達が武器やその他の軍需品製造の強制労働に服していた。戦後、工場の機械はアメリカ軍によって解体され、工場への立ち入りは禁止された。

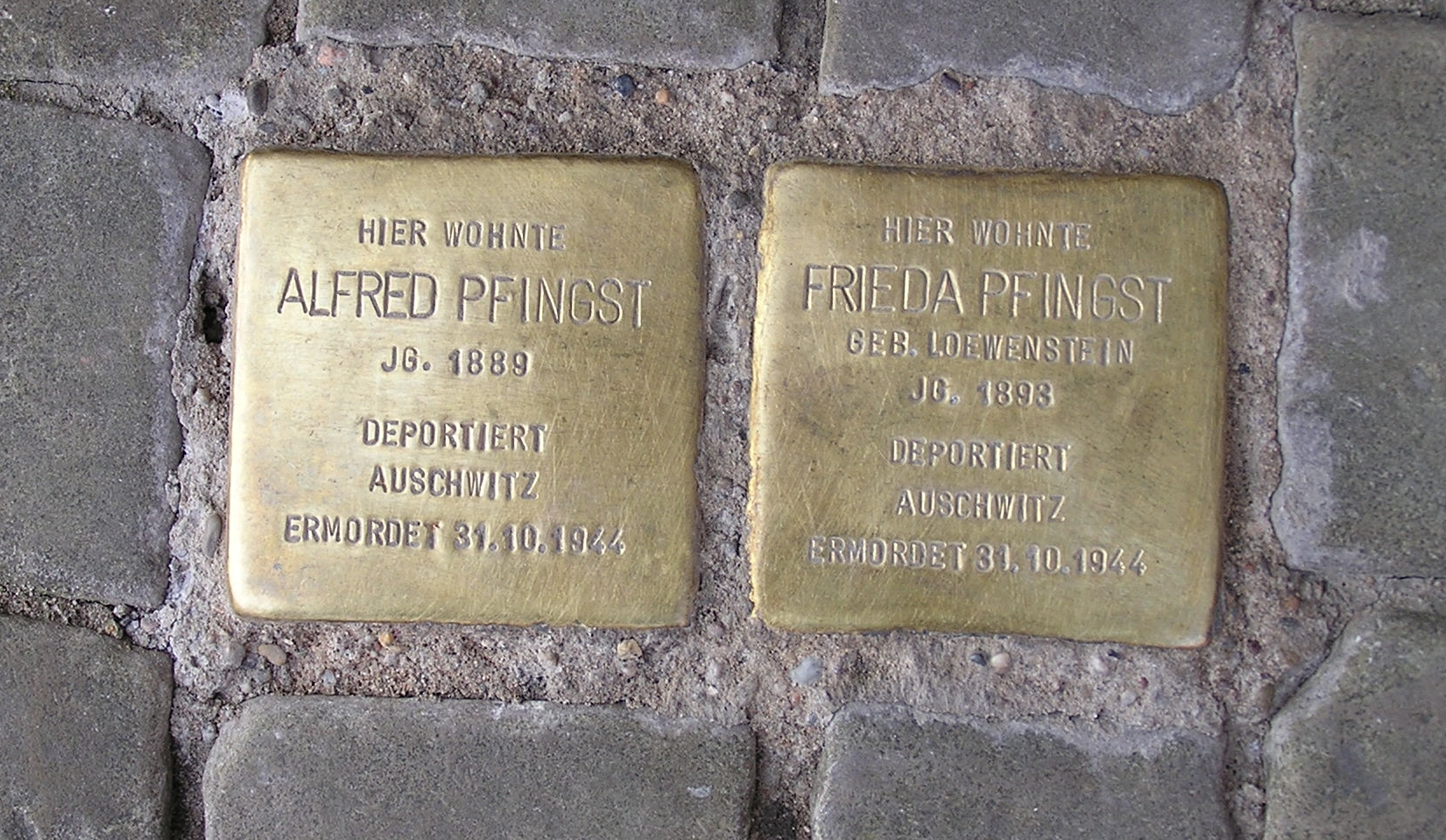
シュトルパーシュタイネ・プロジェクトによりヴェーザートーア近くのベッカー通りに埋め込まれたユダヤ人犠牲者のプレート

ミンデン水運路ジャンクションに近いヴィンケルトゥルム掩蔽壕には国立造船所やミンデン水門の職員がいた。この掩蔽壕は封鎖され、2010年に取り壊された。ユダヤ人市民は大部分が国外追放とされ、拘束されていた。犠牲となったユダヤ人を偲ぶシュトルパーシュタイネ・プロジェクトが実行されている。
第二次世界大戦中の爆撃によりミンデンは甚大な被害を受けた。中心街やヴェーザー川を越える運河施設が破壊された。1945年4月3日アメリカ軍がバート・エーンハウゼン方面から侵攻してきた。4月4日、カナダ第1空挺大隊が西から市内に侵入し、0時にマルクト広場に達した。4月5日2:30頃、この街は完全に制圧された。1945年4月9日には早くも暫定的な市行政機構が機能し始めた。
ミンデンは、イギリス管理地域の一部となった。1946年3月11日、この街にイギリス軍政府によるイギリス管理地区経済局が設置され、これがバイゾーンの経済局の前身となった。
第二次世界大戦後、ミンデンは、かつての地域を越えて影響力を発揮するような行政上の重要地点としての地位を完全に喪失した。行政管区の本部所在地は1947年にデトモルトに移された。いくつかの官庁の本庁所在地も、これに伴って移動した。旧ミンデン行政管区を管轄する行政裁判所は現在もミンデンにある。
戦後復興は一歩一歩進められた。1949年にヴェーザー川を跨ぐミッテル運河の運河橋が再開通し、1955年に新市庁舎が開館、1957年にはミンデン聖堂が再建された。市庁舎と聖堂の再建は建築家ヴェルナー・マルヒが担当した。1968年、ドイツ鉄道はミンデン駅の電化業務を開始した。1969年、ヴェーザー川に架かるバイパス橋の建設が始まった。市北部ではミンデナー・リング（ミンデン環状道路）の延伸部にあたる北橋が建設され、南部では計画中だったアウトバーンの一部である南橋の工事が始まった。この道路は延伸されてヴィーエン山地をトンネルで抜けて、バート・エーンハウゼンでアウトバーンA30号線に接続する計画であったが、市民主導の反対運動によりこの計画は廃案となった。

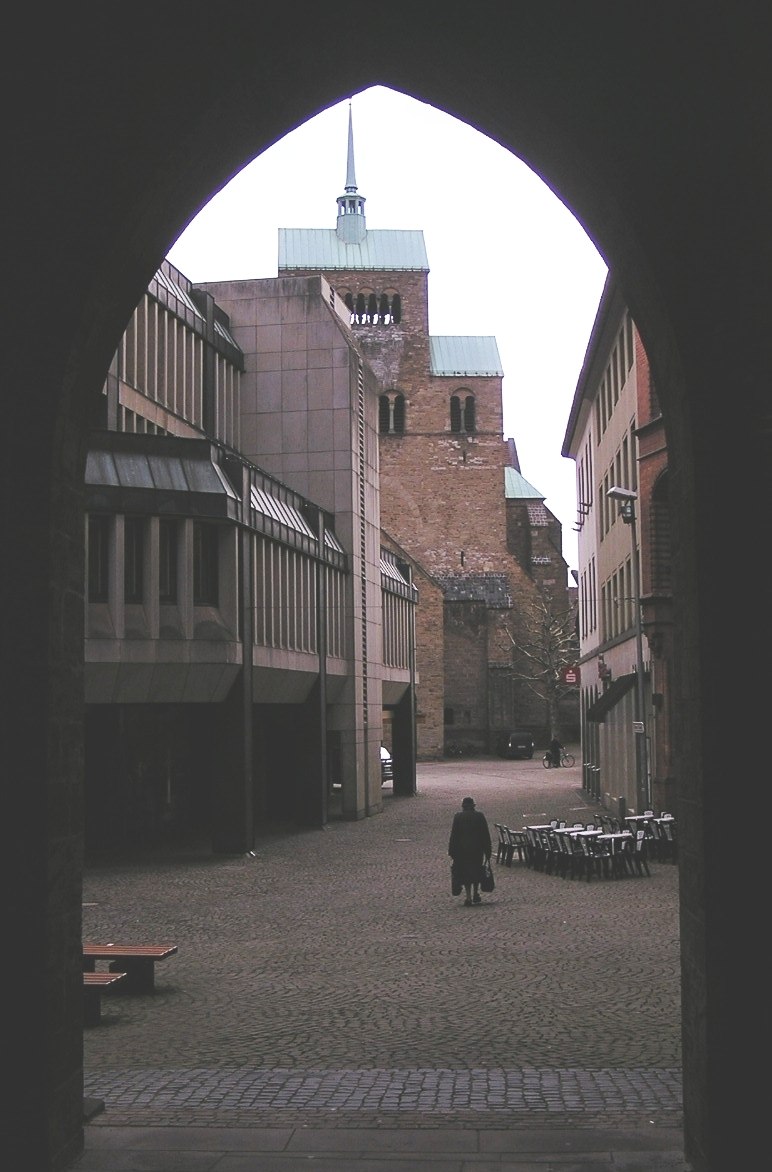
市庁舎のアーケードから聖堂を望む。近代建築が視界を遮っている。

1970年代になると旧市街の近代化がなされるようになった。これにより、ヴェーザートーア周辺地区は整理され、古い細々とした家屋は広い床面積を持つ建物に建て替えられた。こうして造られたのが、たとえばC&Aやカルシュタット（現 ヘルティー）の倉庫であった。公共交通も新たに整理された。インネンシュタットは自由交通地区と歩行者専用地区に交通の分離がなされた。4車線のバイパス道路を通った来た自動車は、インネンシュタットの周辺部やカンツェル・ヴァイデにある駐車場を利用する。路線バスの中央停留所は市内中心部から南部に移された。これにより空いたスペースに市役所の新庁舎を建設する計画が立てられた。これにより市役所のアーケードからミンデン聖堂西面への視界は新しい建物によって遮られることとなった。こうした都市整備はミンデンの古い木組み建築の一部を破壊することとなり、後に近代化の失敗事例としてしばしば採り上げられることとなった。

### 市域再編から現在
1973年1月1日、ビーレフェルト法に基づく市町村再編により、アーミングハウゼン、ベルホルスト、ダンケルゼン、デュッツェン、ハッデンハウゼン、ハーレン、クーテンハウゼン、レーテルン、マイセン、ペピングハウゼン、シュテンマー、トッテンハウゼン、およびバルクハウゼン、ハルトゥム、ホルツハウゼンIIの一部がミンデン市に合併した。これによりそれまで行政上独立していた町村がミンデンの市区となった。また同時に、旧ミンデン郡と旧リュベッケ郡とからミンデン＝リュベッケ郡が創設された。ミンデンはその郡庁所在地となった。新しい郡庁舎はインネンシュタット南部の旧兵舎跡に建設され、旧ミンデン郡庁舎はミンデン市立文書館として利用されている。
1976年、ミンデンのヴェーザー川堤防が嵩上げされ、その中のフィッシャーシュタット沿いに遊歩道が造られた。1974年には取り壊された防衛施設跡に市民の憩いの場として重要な緑地帯「グラシー」が造られた。フィッシャーシュタット沿いの旧市壁は、1979年から修復が行われた。1994年のイギリス軍の撤退、ドイツ連邦軍演習場の新設により、ヴェーザー川沿いのパイオニア演習場の大部分がグラシーに併合され、このレクリエーション地はヴェザー川に囲まれる形となった。この地域は、新設された歩行者専用橋を通って東岸にまで拡大し、カンツラー・ヴァイデも新たな大規模公園施設や祝祭広場として統合された。
21世紀の初めまでインネンシュタットの再開発が改めて議論された。市は2009年にインネンシュタット開発の概括マスタープランを提案し、6月の市議会を通過させた。

## 宗教

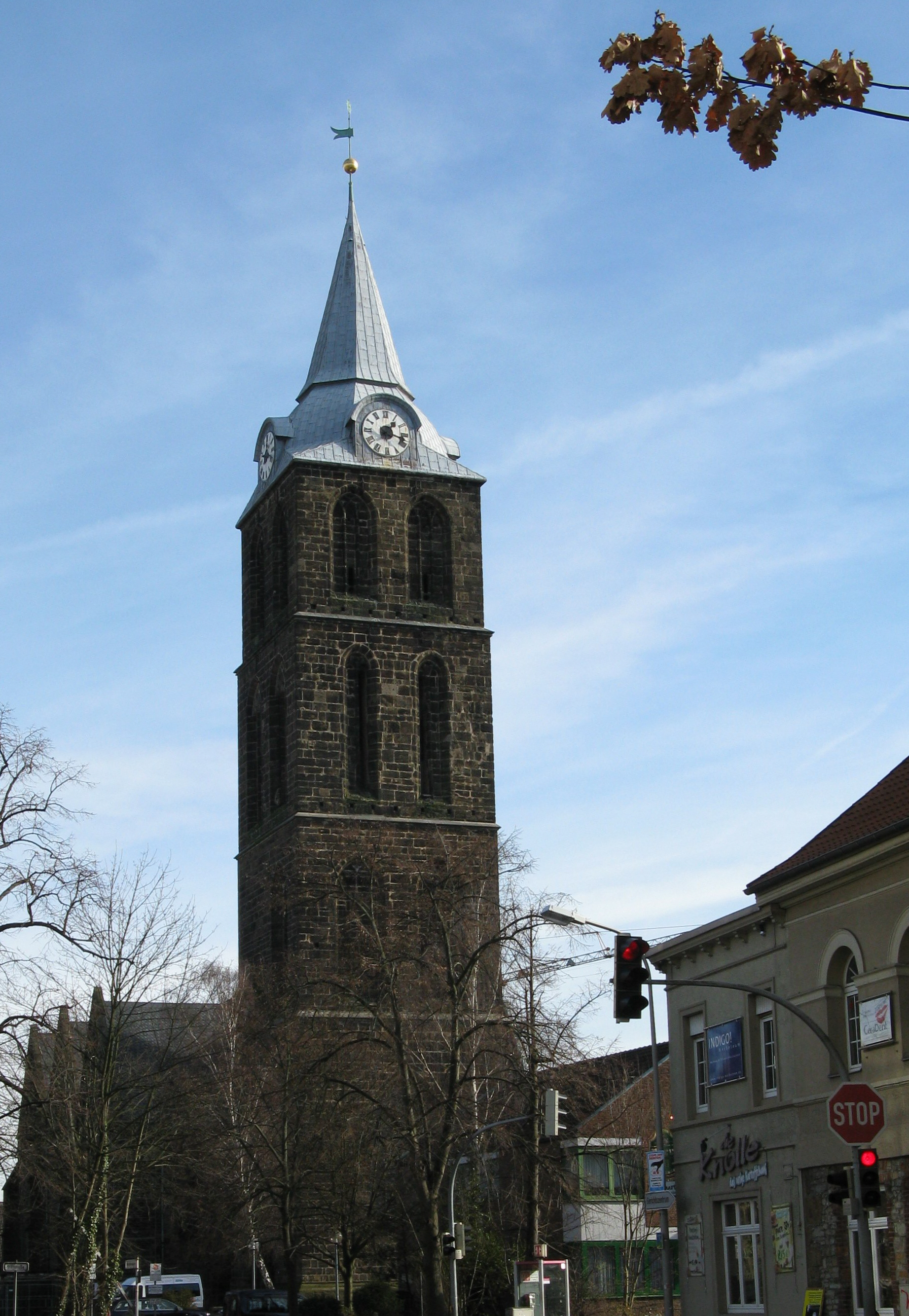
ミンデン・聖マリエン教会(ルター派)

### 福音主義教会
1521年から1529年にかけてミンデンの宗教改革はなされた。1530年に福音主義神学者ニコラウス・クラーゲによって市に対しての福音主義教会規則が起草された。ミンデン市議会は同年にこれを全市民に対して公布した。
ミンデンにある福音主義教会共同体はいずれもドイツ福音主義教会(EKD)を構成している合同派州教会ヴェストファーレン福音主義教会に属している。
今日のミンデンには6つの福音主義教会共同体が存在している。聖マリエン教会共同体、聖マルティーニ教会共同体、聖シメオン教会共同体、聖マルクス教会共同体、聖ヤコブ教会共同体の5つの教会共同体はルター派である。これらのルター派教会共同体は市内を5つの地区に分けて宣教している。ミンデンに住む改革派信徒はルター派の地区教会組織ではなく、市内全域を管轄するペトリ教会共同体に属している。ペトリ教会共同体は改革派教会である。ルター派の聖シメオン教会共同体目下のところ、開かれた教会として宣教活動を展開している。聖マリエン教会共同体には、かつてのタッテンハウゼンとクーテンハウゼン地区が含まれる。聖マルティーニ教会共同体にはデュッツェン、ベルホルスト、ヘーファーシュテットが含まれる。

### カトリック
ミンデン市には4つのカトリック教会組織がある。聖ペトルス＝ゴルゴニウス司教座聖堂教会、聖マウリティウス教会、聖パウルス教会、聖アンスガー教会である。これらの教会はミンデナー・ラント司牧会を形成している。

### ユダヤ教
13世紀以降、ミンデン市にはユダヤ教組織がある。信者数は19世紀には400人近くにまで達した。第二次世界大戦後、40人の信者らによってミンデンおよび周辺地域のユダヤ人文化組織として新たに発足した。「水晶の夜」に破壊されたミンデンのシナゴーグは1958年に新築され、ユダヤ人コミュニティの中心となっている。

### クェーカー
1796年頃から、ドイツでは数少ないクェーカー組織の一つがミンデンにあった。彼らは、初めは議会に従わないという理由で、後には子供の就学義務の問題で行政府と再三衝突した。クェーカー信者らは子供を家庭で教育し、学校へ通わせないということから圧力を掛けられたのであった。やがて彼らはクェーカー信者の学校を設立した。この学校はドイツにあるのだが、資金面ではアングロ・アメリカやイギリスのクェーカー信者らに大部分を拠っていた。多くの曲折があったものの1858年にミンデン・クェーカー私立学校は公式な運営許可を取得した。しかし、この学校は1870年代には学生不足のために閉鎖された。現在、ミンデンにクェーカーの組織はない。

### その他
これらに加えて、ミンデンには数多くの自由教会（バプテスト教会など）、イスラム教徒の組織がある。1991年からは仏教徒の組織 Freunde des Westlichen Buddhistischen Ordens （EWBO/WBO、直訳すると西洋人仏教徒友好会）が結成された。さらには無宗教の住民も増加している。

## 行政

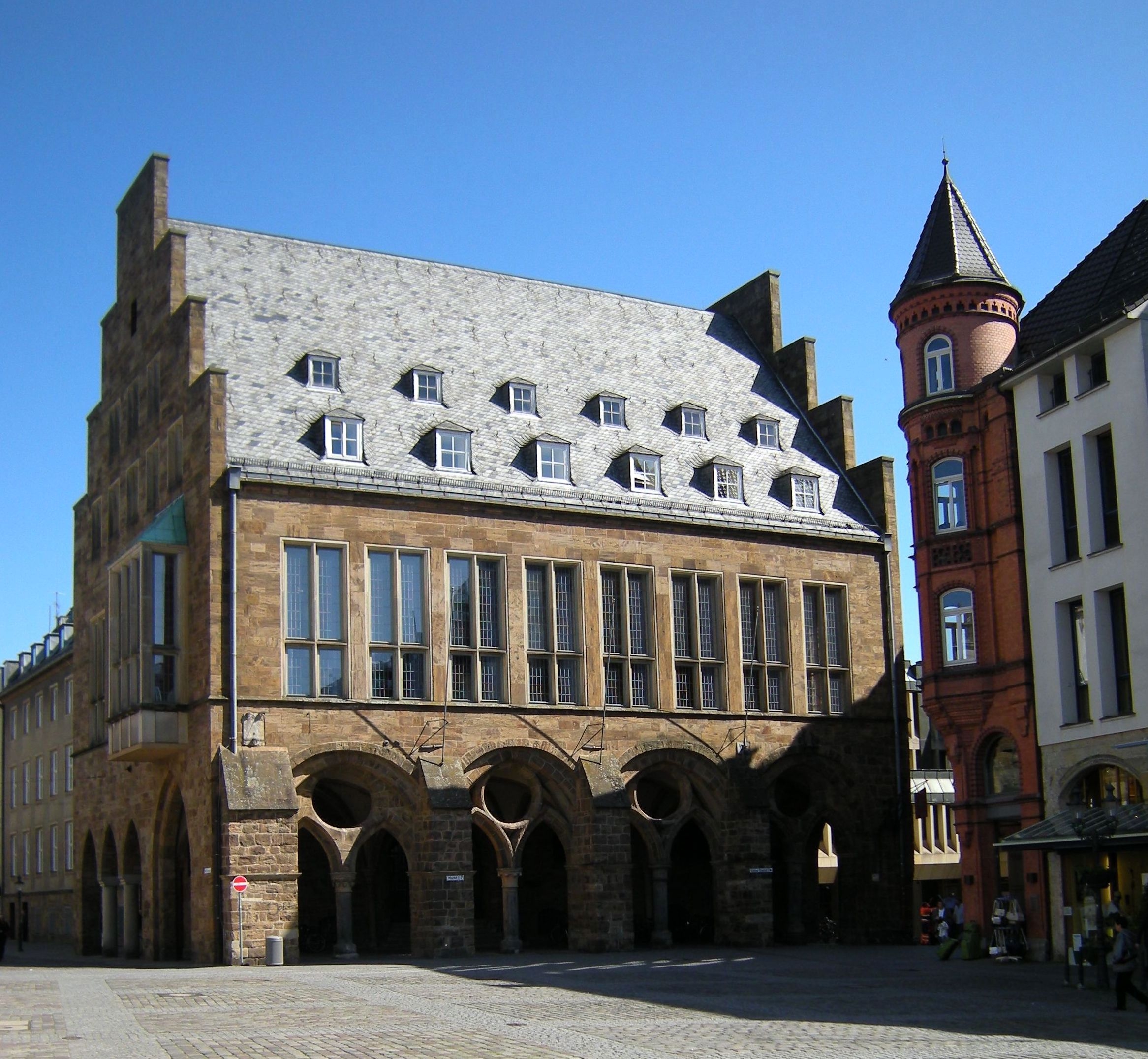
ミンデン市庁舎

1999年、ミンデン市は北ドイツ議会制度に基づき二頭体制を廃止した。専任の市長だけを選出することとしたのである。市長は市の代表者であり、市議会の議長であり、行政指導者である。
市議会は法律で、予定定員50議席と市長によると規定されている。2009年の選挙では比例選挙に伴う超過議席の追加により、議員数は58となっている。

### 紋章
ミンデン市の紋章は左右二分割。向かって左は金地で、金の冠を戴いて金の爪と赤い舌を見せる双頭の黒い鷲。向かって右は赤地に、十字に組み合わされた2本の銀の鍵。鍵の歯は互いに外側を向いている。紋章研究家は、この紋章は左右逆であるべきだと指摘しているが、紋章記述に基づいてこれが公式なものである。
この紋章は1853年から公式な市の紋章となっているが、用いられているデザインはともに古くから習慣的に用いられている意匠である。紋章の向かって左半分に描かれている双頭の帝国鷲は三十年戦争後、この戦争で多大な犠牲を払いながらも皇帝軍を受け容れ援助した都市として皇帝から特別な保護権を与えられていたことを示している。向かって左側に描かれた2本の鍵は、旧領主のミンデン司教の紋章から採られたもので聖ペテロの鍵を表している。
同じ時期にミンデン市のモットーも定められた。"Jus et aequitas civitatum vincula"（法と正義がこの街の堅い紐帯である）というものである。街の色は、旧ハンザ都市で一般的な白と赤に定められている。

### 姉妹都市
- グラッドサクセ（デンマーク、デンマーク首都地域）
- サットン（イギリス、ロンドンの特別区）
- Gagny （フランス、セーヌ＝サン＝ドニ県）
- シャルロッテンブルク＝ヴィルマースドルフ区（ドイツ、ベルリン）
- タンガーミュンデ（ドイツ、ザクセン＝アンハルト州）
- フロドナ（ベラルーシ、フロドナ州）

また、次の都市に対する協力関係を締結している。
- コシャリン（ポーランド、西ポモージェ県）

ミンデンは、これらの都市との間で交換留学や学生、合唱団、サークルの相互訪問といった活動を奨励している。また、ミンデンは新ハンザ同盟に加盟している。

## 文化と見所

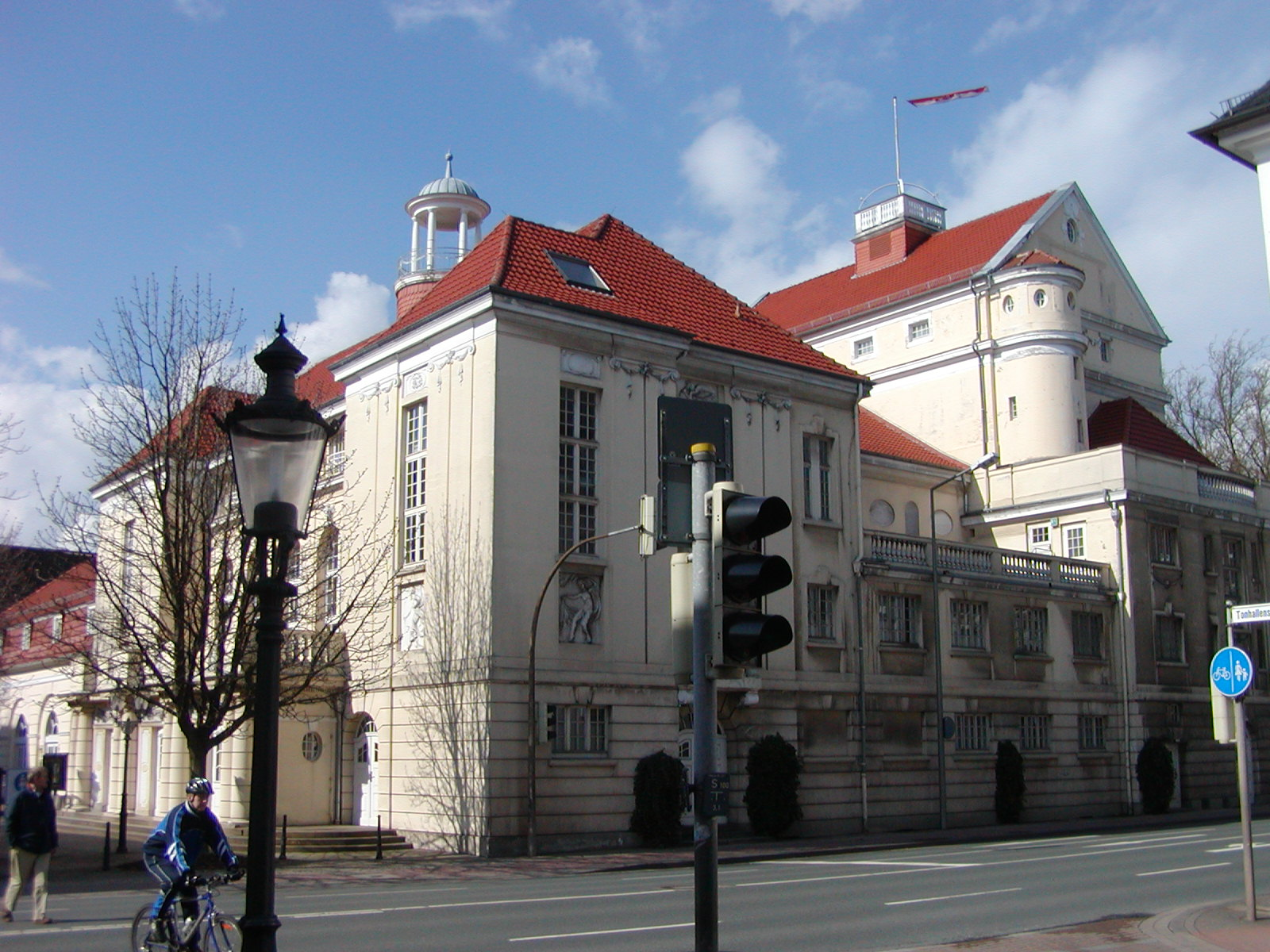
ミンデン市立劇場

### 演劇とカバレット
ミンデン市立劇場は2008年に創立100年祭を祝った。この他にヨハニスキルヒホーフの市民センターやアム・ヴァインガルテン劇場といった民営施設で演劇や文化行事が開催されている。また、固有の劇場を持たない劇団がいくつかある。
ミンデンはドイツ全土で知られているアマチュア・カバレット団「ミンデナー・シュティヒリンゲ」の設立の地であり、本拠地である。このグループは1966年に創設されたドイツで最も古い現役のアマチュア・カバレット団である。ミンデン市では、1994年から2年ごとに、文学的・政治的カバレットに対して全国キャバレー奨励賞「ミンデナー・シュティヒリンゲ」賞を授与している。この賞はメリタ社とミンデン＝リュベッケ貯蓄銀行がスポンサーとなっている。
定期的なプログラムを上演している舞台はもう一つある。カルチャーセンターBÜZである。ここでは若手からベテランまで多くのカバレティストが芸を披露している。

### 博物館

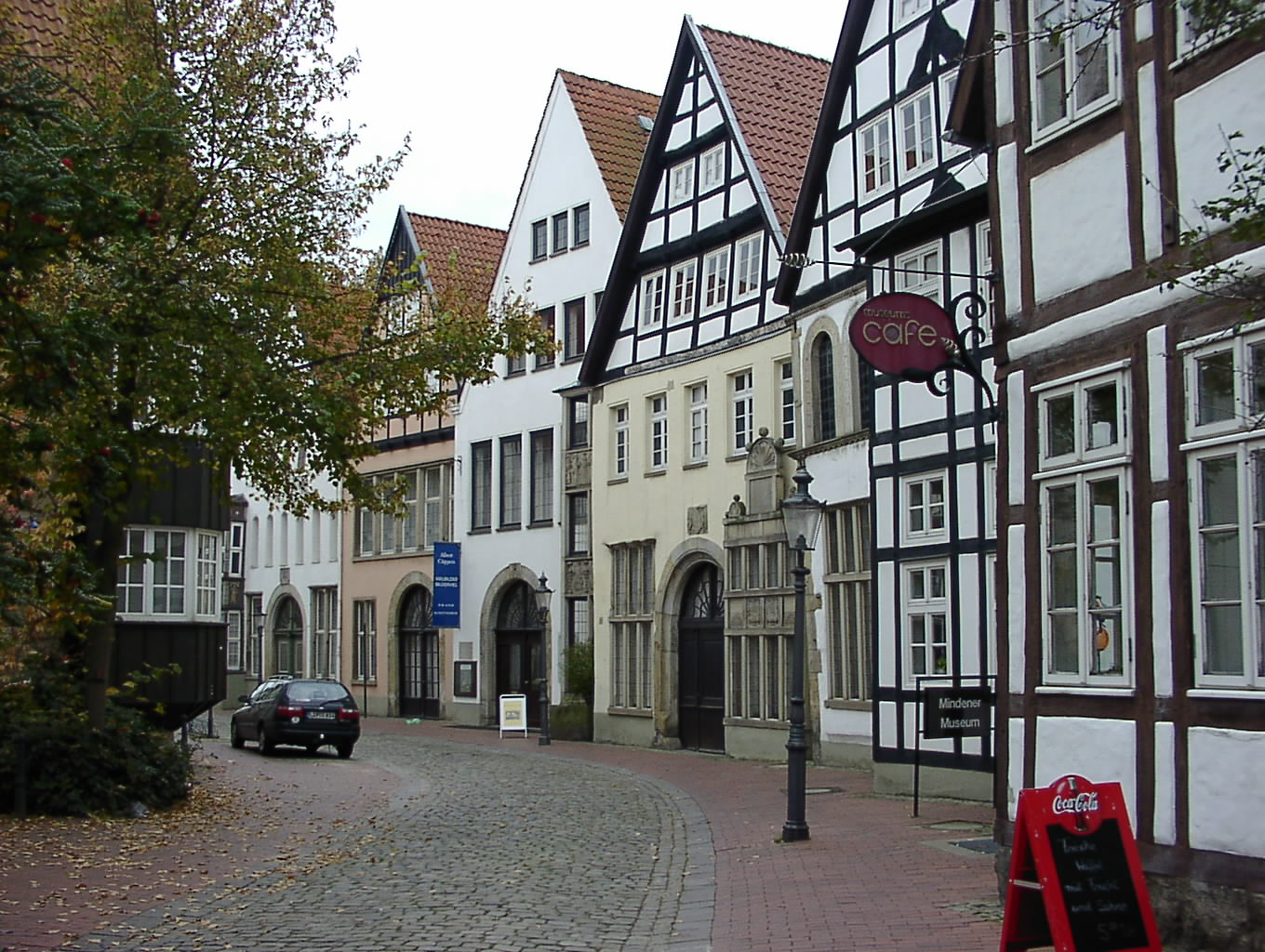
地域文化と民俗の歴史博物館の建築群

ミンデンには市立文書館の他に重要な博物館が2つある。一つはプロイセン博物館。これはヴェーゼルの博物館と並ぶノルトライン＝ヴェストファーレン・プロイセン博物館の一つである。この博物館はジーメオン広場に面した旧防衛軍兵舎を転用しており、それ自体が1873年に撤去されるまでこの都市を特徴づけていたプロイセンのミンデン要塞の遺構展示になっている。
もう一つがコーヒー博物館を併設した地域文化と民俗の歴史博物館である。この博物館は、オーバーシュタットのヴェーザールネサンス様式の装飾豊かな建築群からなり、その中に文化史が展示されている。ここには古いものでは1022年からの物品が収蔵されている。併設されているコーヒー博物館では、コーヒー関連商品製造会社メリタの100年の歴史を展示している。
この他に民営の人形博物館もある。
ヴェストファーレン風車街道は、ミンデナー・ラントにある風車を結んだ観光街道で、この種のものとしては最初に創設された。これらは1960年代にはすでに産業文化財として認識されており、現在、郡内にはほぼ40基が保存されている。
ミンデン保存鉄道は、かつてのミンデナー・クライスバーンの路線を用いて、プロイセン時代の古い車両を運行させる保存鉄道である。プロイセンの伝統を伝えるこの保存鉄道は、郡外でも広く知られている。
ミンデン水運路ジャンクションに面したミンデン河川・水運局はインフォメーションセンターを運営しており、2つの連邦水運路のジャンクションについて詳しく展示している。ここでは新型の内陸船舶を航行させるために必要な水門の拡張工事ついての最新情報を入することができる。
- 市立文書館（旧郡庁舎）
- プロイセン博物館
- 人形博物館
- ミンデン保存鉄道
- ミンデン水運路ジャンクション・インフォメーションセンター

### 建造物

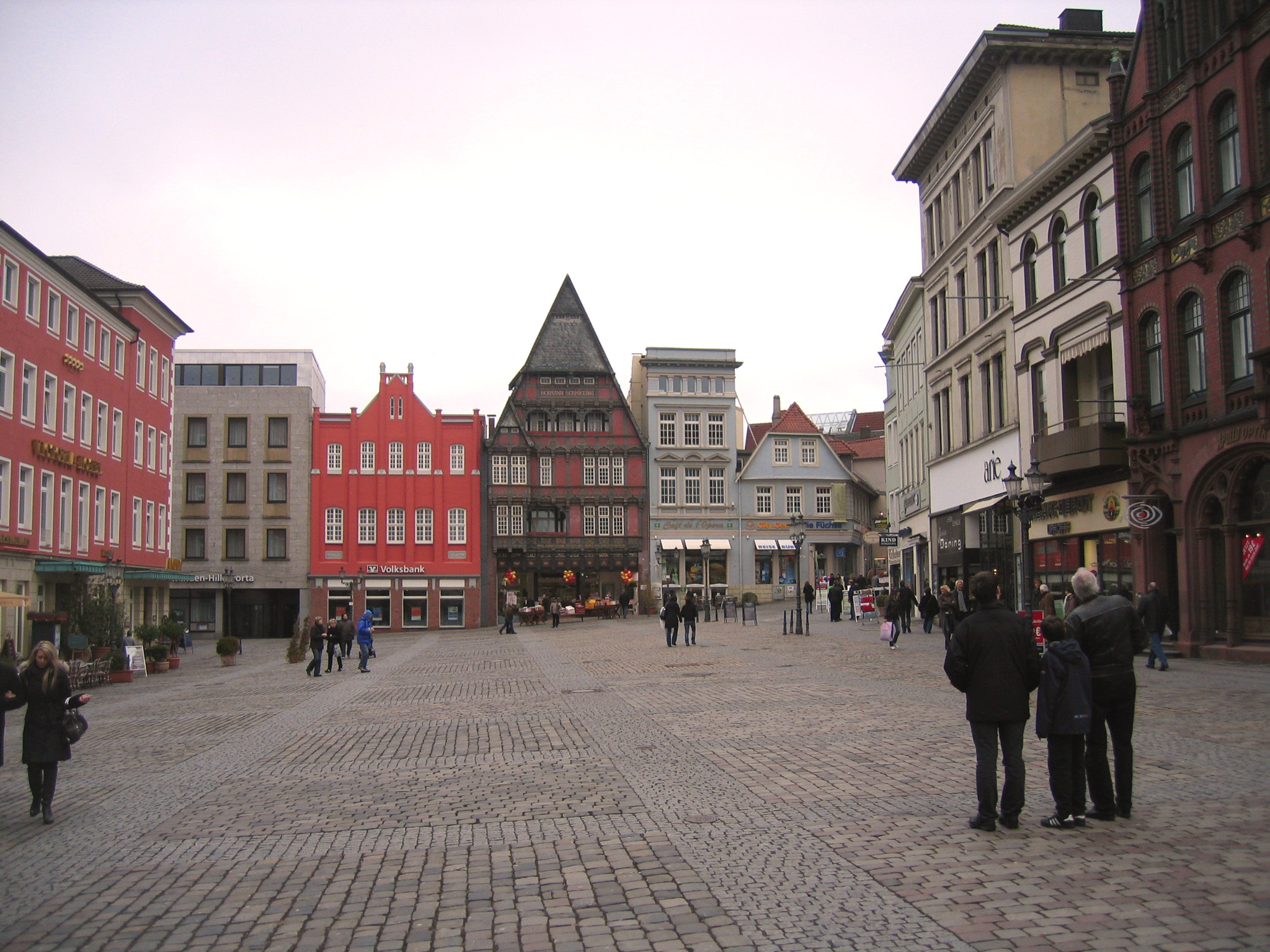
ミンデンのマルクト広場。正面の鋭角な屋根の建物がシュミーディング邸

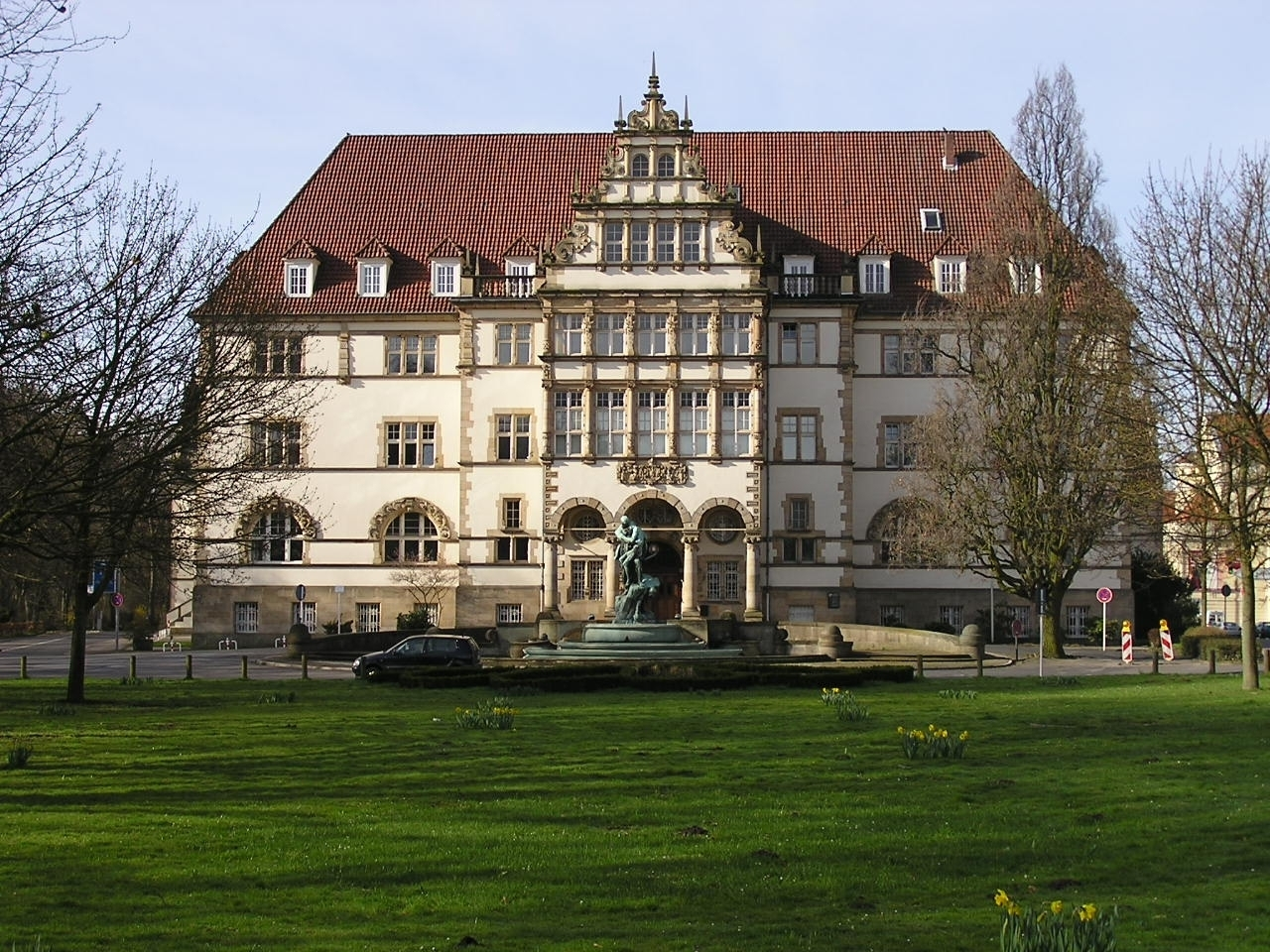
旧ミンデン行政管区庁舎

1200年以上の歴史を持つミンデンには旧市街やかつてのプロイセン要塞といった見所がある。旧市街は聖ゴルゴニウス聖堂周辺の地区であり、経済的に隆盛した16世紀に造られたヴェーザールネサンス様式の建物が遺っている。
ミンデンの中核部である旧市街は、ロマネスク様式の西面を持つ11-13世紀の初期ゴシック建築である聖堂と、これを中心とした司教座教会管轄領域からなっていた。段丘下段が本来のミンデン入植地であった。司教座教会管轄領域に隣接して13世紀のアーケードを有する市庁舎がある。これに1974年から1978年に建設された新庁舎が付随している。この増築部分はエルヴィン・ニーアマンによるインネンシュタット再開発の時代に建造されたものである。旧市庁舎の石造りのアーケードはこの地方で最も古いアーケードの一つであり、第二次世界大戦に市庁舎が破壊された際にも遺っていた。マルクトの周囲にはシュミーディング邸などの立派なファサードを持つ家屋が建っている。
段丘上段への登り口はマルティーニ階段である。段丘上段への斜面には、聖マルティーニ教会（1300年以降の建築）、ゴシック様式のホール式教会に改築された聖マリア教会や聖ジーメオン教会（1305年）といった教会建築が建てられており、教会塔が街の景観を印象づけている。この他オーバーシュタットにはプロイセン時代に建てられたプロヴィアント＝マガツィーン（食糧倉庫）やヴェストファーレン地方で最も古い石造建築である旧貨幣鋳造所がある。その向かい側にマリア教会付属の木組み建築ヴィントロッホがある。これはミンデンでもっと小さな木組み建築の一つである。教会への狭い通りをいつも風が吹き抜けていることからこの名前が付けられた（Wind = 風、Loch = 穴、ヴィントロッホで風穴の意味）。ヴェーザールネサンス様式の歴史博物館の建築群やシュヴェーディンシェンケ（スウェーデン酒場）がある。後者は現在レストランとなっている。
市街は防壁内の下段テラスを北に向かって延びている。ここに聖ヨハニス教会がある。ヴェーザートーア付近では、既述の都市開発の際に古い建物のあった地区が2つの大型専門店複合体に造り替えられた。中核部北のヴェーザー川沿いにフィッシャーシュタットがある。ここにはかつてミンデン要塞の一部である市壁がわずかに遺されている。これ以外の防衛施設は大部分が取り壊され、グラシーの緑地帯となっている。
マルクト沿いのフランメ/シュミーディング邸では1日2回、ザクセン公ヴィドゥキントとカール大帝がミンデンの地名の由来とされる "diese Burg soll nun min und din sein" という誓約を持って現れる人形劇が行われている。
ミンデンには旧ミンデン行政官区の本部庁舎、ベッカー通りのヒル邸やシャルンのハーゲマイヤー邸といったヴェーザールネサンス様式の重要な建造物がある。また17世紀のヴェーザールネサンス様式の城館ハッデンハウゼン城がある。
インネンシュタットの北にドイツで2番目に大きな水運路ジャンクションがある。ここではミッテルラント運河がヴェーザー川を跨いでいる。
カンパ・ハレは大規模なスポーツ施設兼催事場である。ここは、ハンドボールブンデスリーガのGWDミンデンのホームである。
ミンデンとその周辺地区には数多くの古い風車が修復・復元されており、ヴェストファーレン風車街道で結ばれている。これは観光の要請に応えて整備されたものである。
- プロヴィアント・マガツィーン
- 旧貨幣鋳造所
- 聖ヨハニス教会
- フィッシャーシュタット
- ローデンベック市区の風車

### 記念碑
ミンデン市にはプロイセンの歴史にちなんだ記念碑がある。たとえばヴェーザートーア近くの大選帝侯記念碑などである。

### 公園
街の中心に植物園がある。ここはかつて墓地だったのだが、現在は古木とテーマパークで知られている。1904年までここに埋葬がなされていたのだが、その後埋葬は北墓地に移された。北墓地は北の市境沿いで、ヴェーザー川の堤防に隣接する。グラシー（元の意味は堡塁の斜堤）はかつてミンデン要塞の一部であった。1873年に中世の防衛施設が最終的に取り壊された後、樹木を植えられた公園が「緑の肺」として市の中核部を取り囲んでいる。

### スポーツ

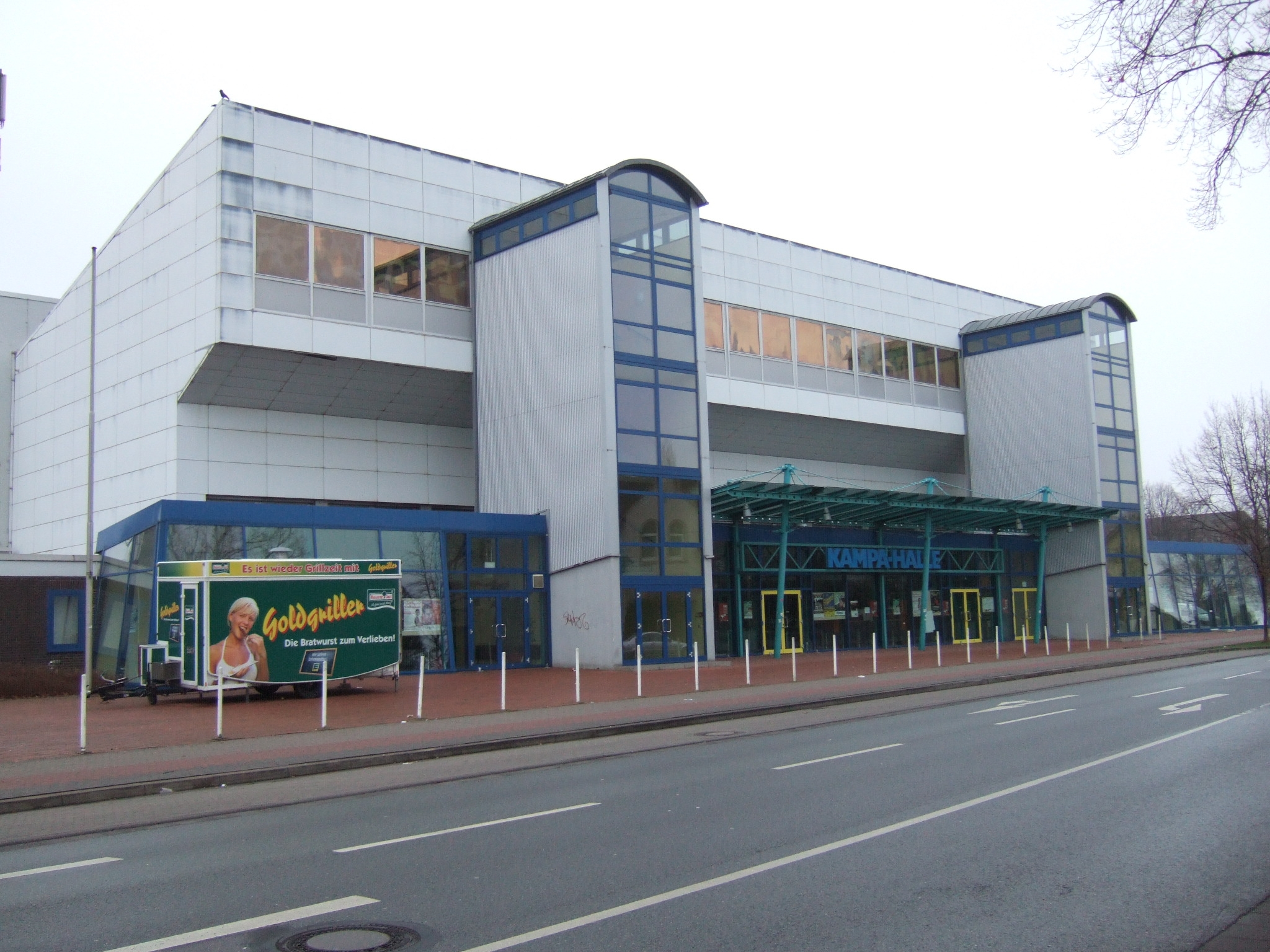
GWDミンデンのホーム、カンパ・ハレ

ミンデンで最も有名なスポーツクラブはグリュン＝ヴァイス・ダンケルゼン・ミンデン（GWDミンデン）である。このクラブは、1966年のハンドボール・ブンデスリーガの発足当初から、3度の中断をはさみながら、ブンデスリーガに所属している。GWDミンデンは（2010年の時点で直近では）1995年にブンデスリーガ1部に復帰し、現在もこのリーグに在籍している。ホームコートはミンデン・カンパ・ハレである。ブンデスリーガ発足以前はヴェーザーシュターディオン・ミンデンでフィールド・ハンドボールを行っていたが、GWDはここでも何度か世界チャンピオンとなった。ヴェーザーシュターディオンは現在、陸上競技とサッカーに利用されており、ミンデンのサッカークラブでランデスリーガ・ヴェストファーレンでプレイするウニオン・ミンデンが利用している。

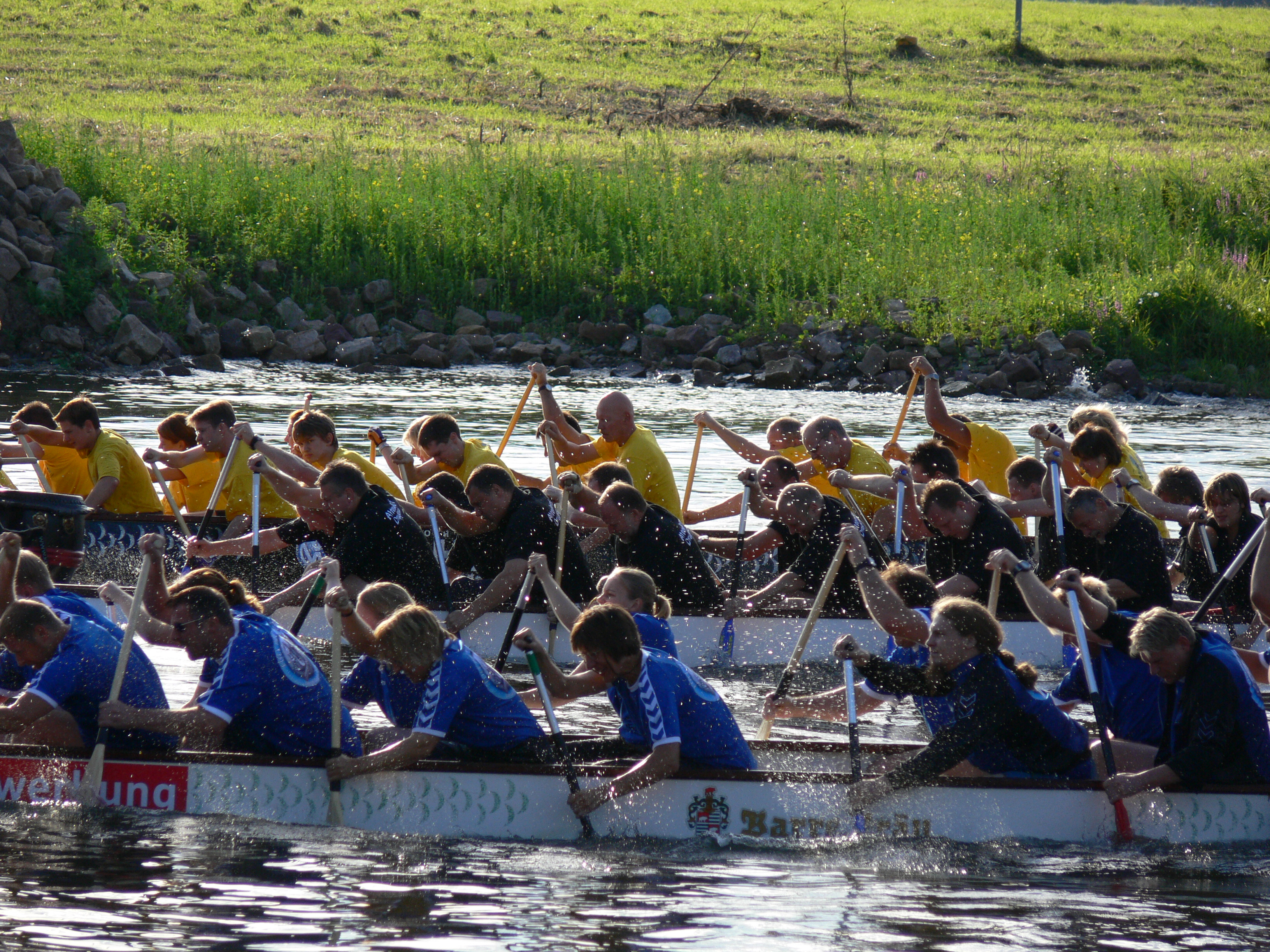
2006年のドラゴンカップ

ヴェーザー川に面した土地柄から、伝統的にウォータースポーツが盛んで、北ドイツ地方におけるウォータースポーツの中心地となっている。ここには多くのクラブがある。その中で最も古く、最も大きなクラブがMTV1860ミンデンe.V.である。このクラブには体操、フェンシング、ハンドボール、カヌー、柔道、水泳、バドミントン、バレーボールの部門がある。バウスタウ川のヴェーザー川沿いにボートハウスがある。上流寄りにはKSGミンデンe.V.のクラブハウスがある。このクラブは、ドラゴンボート・レースのミンデン・ドラゴン・カップの主催者である。ヴェーザー川の橋の下流側右岸にTVヤーン・ミンデンがある。このクラブはカヌーとカヤックの部門を有している。ベッセル・ルーダークラブe.V.はベッセルギムナジウムとヘルダーギムナジウムのボート部を起源とするボートクラブである。東港では年に1回港内スプリントレースが開催される。これはドイツ最大の学生ボートレースの一つである。これらのウォータースポーツクラブは共同で2年ごとにウォータースポーツイベント「ブラウエス・バント・デア・ヴェーザー」を開催している。
2001年から2006年までミンデンでは、ミンデン・マラソンが開催されていた。平坦なルートの高速コースであったが、その後資金難により中止された。マラソン競技は2009年にポルタ・マラソンと装いを新たに復活した。
ダンススポーツクラブ TSCロート・ヴァイス・ミンデンe.V.は1964年に創設された。ダンスの愉しみや健康増進は言うまでもないが、このクラブはフォーマルダンス・トップクラスの連邦チャンピオン・トーナメントをすでに2回勝利している。この大会は、約1300人の観客を前に行われている。このダンスクラブの新しい練習場はA&Sスポーツ「ホッホハウス・アム・リング」である。
ミンデン・スカッシュクラブはスポーツセンター・ファルケで練習している。第1チームはオストヴェストファーレン・ヴェアバンツリーガで活動している。
ビリヤードクラブの1.PBCミンデンは駅の近くのカゼルネン通りに活動場所がある。第1チームはオーバーリーガでプレイしている・

### 年中行事
- カンディーデ賞: ミンデン文学クラブは2004年から毎年カンディーデ賞を授与している。この賞はミンデン市誌著述奨励金を起源としている。
- ミンデナー・メッセ: 毎年5月初めと11月初めにレヒテス・ヴェーザーウーファーの祝祭広場「カンツラース・ヴァイデ」でミンデナー・メッセ（ミンデン見本市）が開催される。
- ミンデナー・フライシーセン: 2年に1度ミンデナー・フライシーセン（直訳すると「自由射撃」）が開催される。この行事は1782年から行われている。この祭では、各地区や職場グループで「中隊」を編成し、階級に応じた歴史装束（プロイセン時代のもの）を身につけてパレードを行う。祭の進行や内容は射撃祭（シュッツェンフェスト）ととてもよく似ている。祭のない年も「中隊」での社交行事が定期的に行われている。
- ブラウエス・バント・デア・ヴェーザー: 2年に1度ヴェーザー川でスポーツイベント「ブラウエス・バント・デア・ヴェーザー」が開催される。レガッタを使ったレースや様々なウォータースポーツ、大規模な大衆祭を見るために何千人もの人々がミンデンを訪れる。この行事のハイライトは大規模な打ち上げ花火とヴェーザー川のボートパレードである。
- ジャズ・サマー・ナイト: 1982年から毎年、市庁舎広場でジャズ・サマー・ナイトが開催されている。国際的なジャズ、ファンク、ソウル・ミュージックのミュージシャンが参加するこのイベントは、ジャズ・クラブ・ミンデンが運営している。
- ミンデンの夏の夜の夢: ミンデンでは毎年クラシックの野外コンサートが開催されている。このイベントはミンデン・マーケティングGmbHが主催している。
- ミンデン・リヒャルト・ワーグナー協会のオペラ上演: ミンデン・リヒャルト・ワーグナー協会は、北西ドイツ・フィルハーモニー管弦楽団およびミンデン市立劇場と共同で、3-4年ごとにリヒャルト・ワーグナーのオペラ作品を上演している。2002年は『さまよえるオランダ人』（演出: ホルガー・ミュラー＝ブランデス）、2005年は『タンホイザー』（演出: ケイト・ワーナー）、2009年は『ローエングリン』（演出: ジョン・デュー）であった。
- ミンデン・ワイン祭: ミンデンのインネンシュタットでは毎年ワイン祭が開催される。
- ヴェーザーリーダー・オープン・エア: 毎年アンフィ劇場でこの地域の音楽クラブが集まるヴェーザーリーダー・オープン・エアが開催される[23]。
- グルメ・マイル: 毎年夏に3日間開催される[24]。

### ヨーロッパ作家クラブ「ディー・コグ」
ヨーロッパ作家クラブ「ディー・コグ」は1924年にブレーメンで設立された。1933年に国家社会主義政権により禁止され、1953年にミンデンで再結成された。現在は17カ国約170人が参加している。活動のハイライトは毎年ミンデンで行われる集会と、コグが選出したミンデン市文学賞の授与式である。

### ヴァイセ・フロッテ（白い船団）
夏期には、ミンデン近郊で交差する連邦水運路のヴェーザー川とミッテルラント運河、およびミンデン水運路ジャンクションを長距離客船が航行している。2001年以後、ミンデンのシュラッジからヴェーザー川を蒸気船ヴェッペン・フォン・ミンデン号が航行している。

### 映画

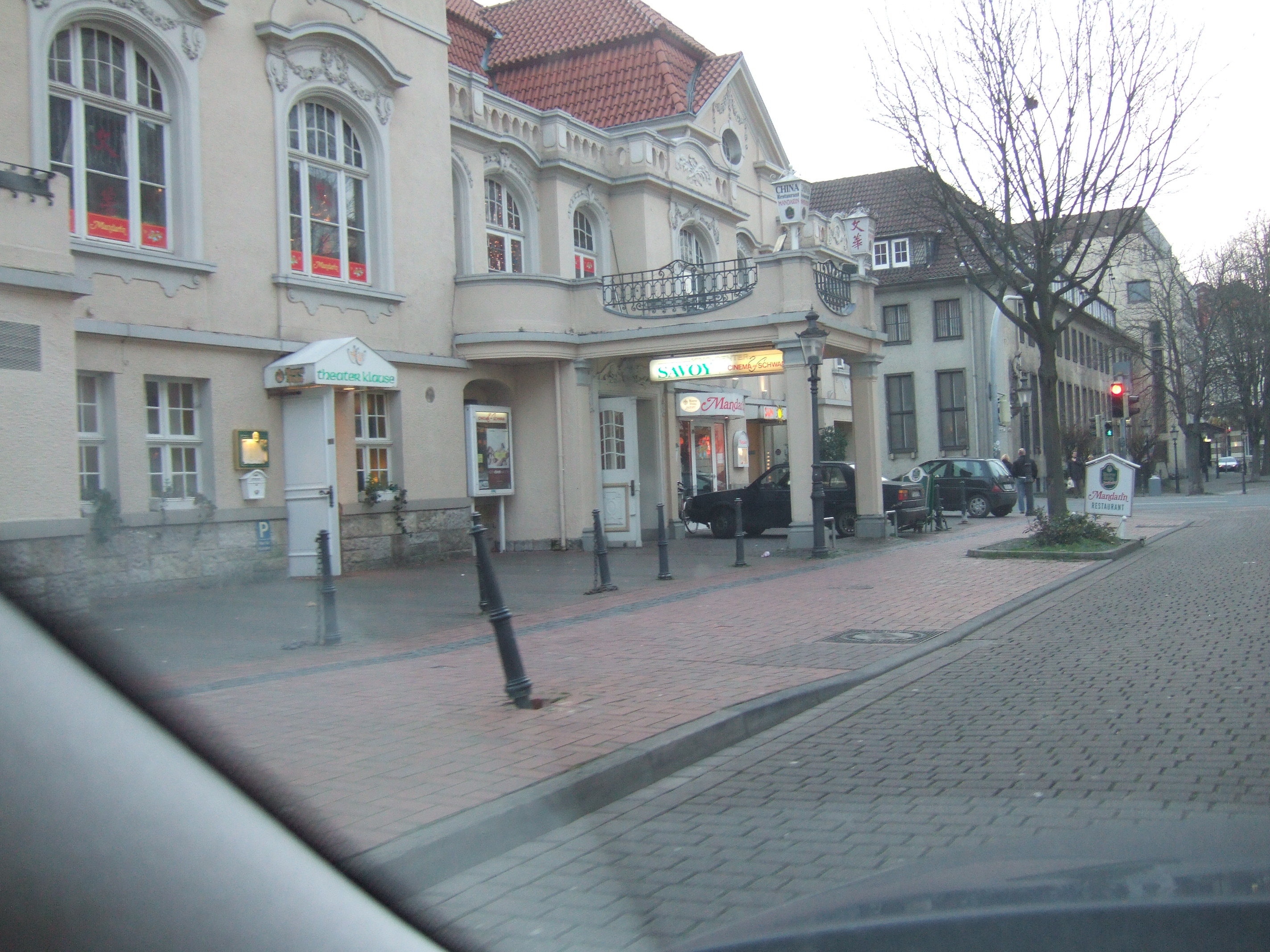
ザヴォイ&シネマ・アム・シュヴァン

1970年代から80年代にはミンデンに数多くの映画館があったが、2010年現在2館が残っている。観客席300のホールを有する「ディー・ビルケ」とシュヴァンタイヒ近くの2つのホールを持つザヴォイ&シネマ・アム・シュヴァンである。
マルクト南のウニヴァーズムは最初に閉館した映画館である。この建物のファサードは今も見ることができる。アポロ、セントラル、エジソン・シアター、リングシアター、ウーファーLSも営業を停止している。マリア教会下のレギーナ（1953年建造）は閉館後数年してマーケットホールに改築された。最初のコンセプトは失敗に終わったが、2007年8月10日に改めて開店した。バスステーションとマルクトとの間にあるスカラは1980年代に閉鎖された。その映画ホールは一部が改築されてヴィクトリア・ホテルの一部となって催事ホールとして利用されている。イギリス占領軍の映画館グローブはマリエンヴァルとダイヒホーフとの角にあったが、イギリス関係者しか入場できなかった。1990年代のイギリス軍撤退とともにこの映画館もなくなった。フィッシャーシュタットのプログラム映画館ステラは90年代に閉館を余儀なくされた。ステラの建物にはその後小さな映画館ソラリスがあったが、2003年3月にその建物も取り壊された。ステラ以前、ヘルマン通りには映画館コロセウムがあった。

## 経済と社会資本

### 交通

#### 鉄道とバス

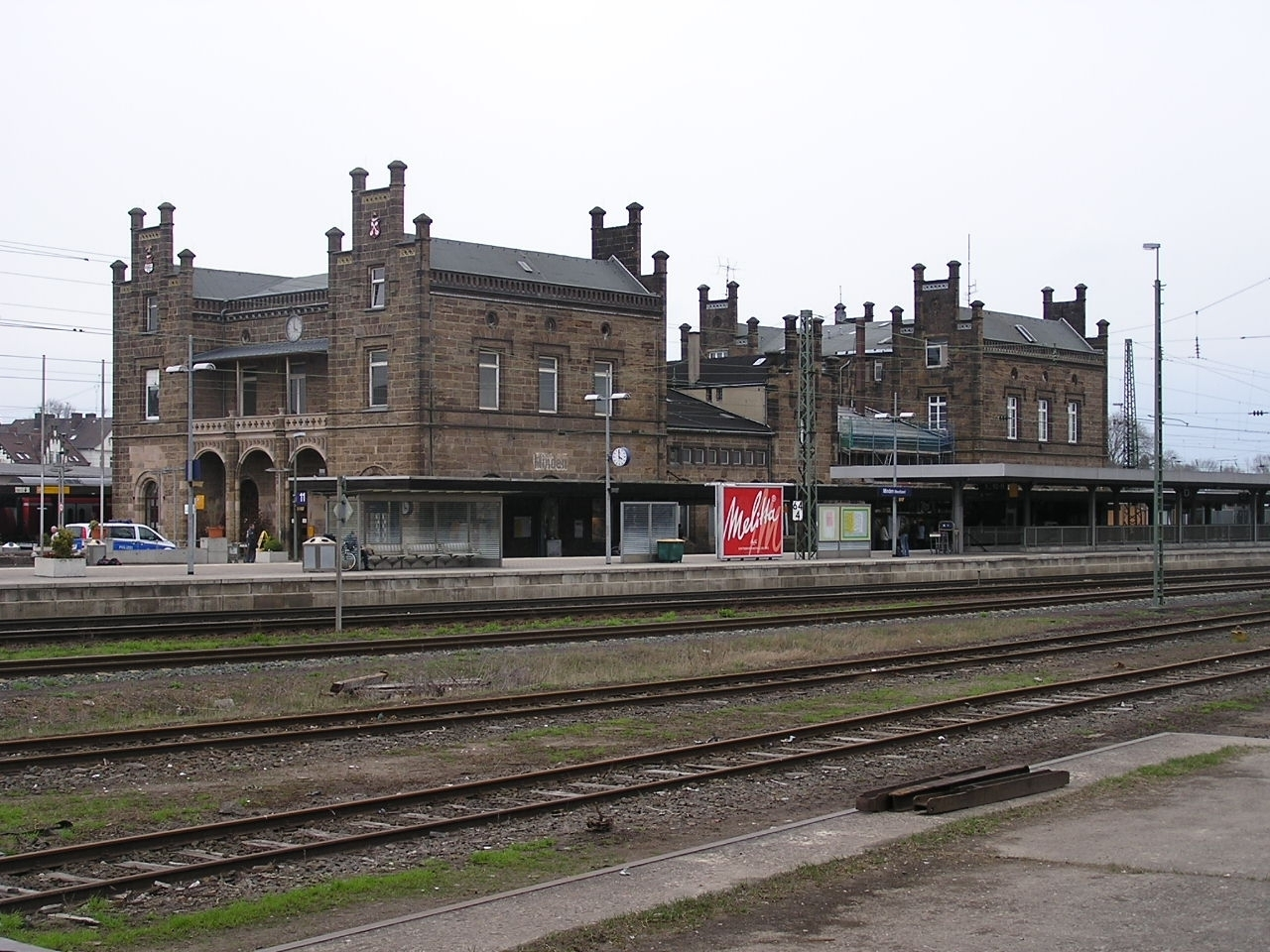
ミンデン駅

ミンデン駅は、ハノーファー - ミンデン線およびハム - ミンデン線の駅である。これらの路線は幹線鉄道ケルン - ルール地方 - ベルリン線やアムステルダム - ベルリン線（レーネ - ライネ線経由）の一部である。この他にヴェーザー＝アラー鉄道のミンデン - ニーンブルク線の駅でもある。この駅は近郊列車、長距離列車 (ICE、IC) の停車駅である。地方路線は以下の通りである。
- RE 6 「ヴェストファーレン・エクスプレス」デュッセルドルフ - エッセン - ハム - ビーレフェルト - ミンデン
- RE 60/70 ビーレフェルト/ライネ - オスナブリュック - ミンデン - ハノーファー - ブラウンシュヴァイク
- RE 78 「ポルタ・エクスプレス」 ビーレフェルト - バート・エーンハウゼン - ミンデン - ニーンブルク（月曜日から金曜日）
- RE 76 「ヴェーザー＝アラー鉄道」 ミンデン - フェルデン (アラー) - ローテンブルク（ここでブレーメンやハンブルクへの列車に接続する。休日のみ）
- 2000年からミンデンはハノーファーSバーン S1路線の終着駅となった。

駅のホームはいずれもバリアフリーの設計になっている。駅周辺には自転車ステーションがある。
駅にはほぼ30分ごとにバスが到着する。バス網の乗り換えの中心となるのは市内中心部のバスステーションで、駅からは停留所2つ分離れている。ミンデン市内のバスはミンデン＝ラーフェンスベルク交通会社によって「ランデヴー・システム」で運行されている。市内バスと地域バス（たとえば、バート・エーンハウゼン行き、リュベッケ行き、エスペルカンプ行き、ペータースハーゲン行き路線など）は、30分間隔で中心部のバスステーションを発着する。地域バスと市内バス路線は一部相互乗り入れ運行をしている。バス路線はいずれも20:00頃までしか運行していない。いくつかの市内路線は1時間毎の運行である。この街はオストヴェストファーレン交通連盟に加盟している。
ミンデナー・クライスバーンの一部では、歴史的な機関車や客車を使ったミンデン保存鉄道が運行している。残りの標準軌に拡幅された鉄道はミンデナー・クライスバーンの貨物列車が使用している。

#### 道路
この街はアウトバーンA2号線およびA30号線の近くに位置しており、連邦道B65号線とB61号線が市内を通っている。ミンデン市の南では、アウトバーンに準じた仕様に拡充された道路がヴェーザーアウエントンネルを通ってポルタ・ヴェストファーリカへ、さらにはバート・エーンハウゼンにまで通じている。市域の東を、A2号線のインターチェンジからニーンブルク/ヴェーザー方面へ行く連邦道B482号線が走っている。二重の半環状道路が市内中心部を迂回して通っている。このうち、内側の半環状道路は4車線への拡充がほぼ完了した。中心街周辺は駐車場表示が完備されており、駐車場管理システムにより誘導される。

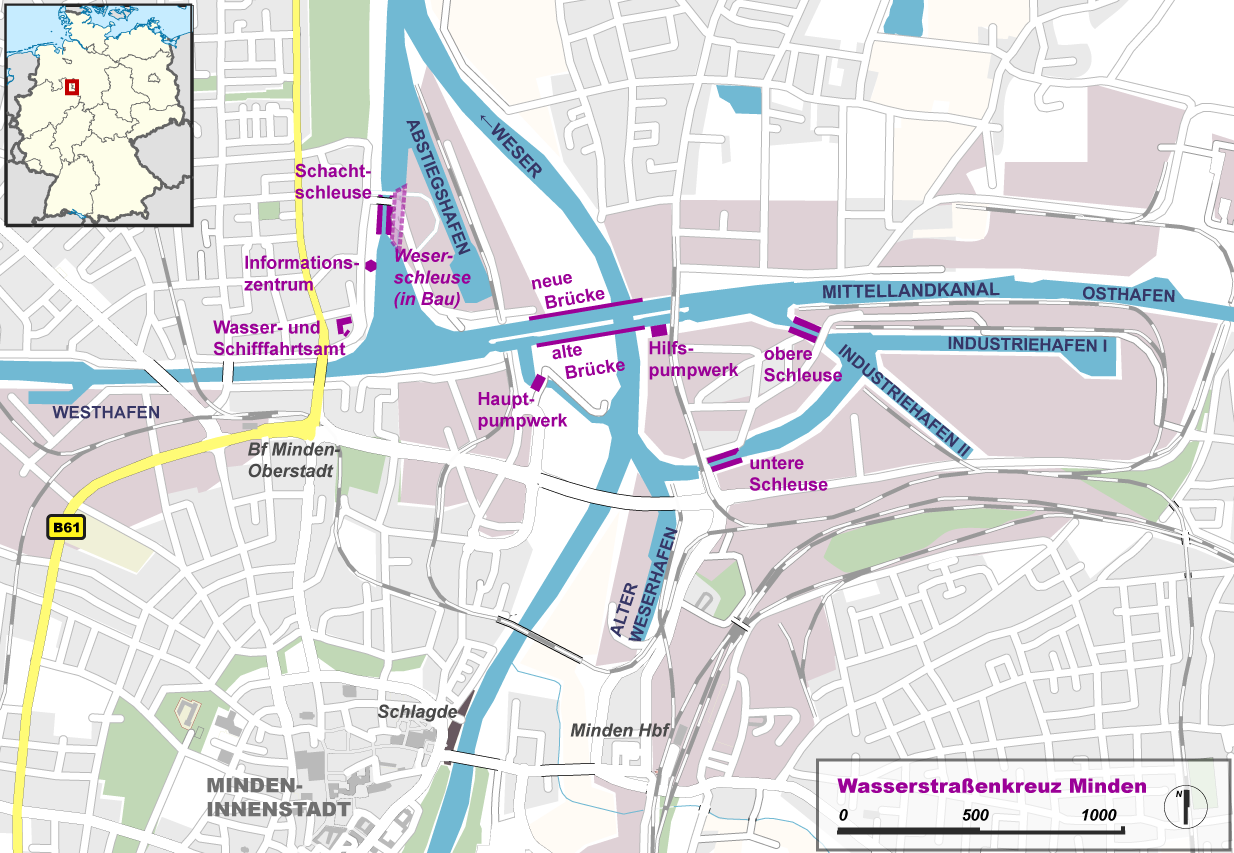
ミンデン水運路ジャンクションの地図

#### 水路と港
ミンデンは船舶の航行にとって重要な交差点である。ここで連邦水路として整備されているヴェーザー川とミッテルラント運河が交差し、ドイツでは珍しい Wasserstraßenkreuz（水運路ジャンクション）と呼ばれる構造を形成している。シャハト水門がヴェーザー川とミッテルラント運河とを結んでいる。ここでは13mの高低差を克服する。これに代わる新しいミンデン＝ヴェーザー水門が建設中である。ヴェーザー川とミッテルラント運河に面したミンデン港は、近年取扱量が増加した。このため、ブレーマーハーフェンやハンブルクといった海洋港と直接結ぶことができるように拡幅することと、コンテナ施設を強化した工業港の整備が必要となった。ミッテルラント運河に面したこれまでのミンデン港の東側に新しいコンテナ港の建設が計画されている。

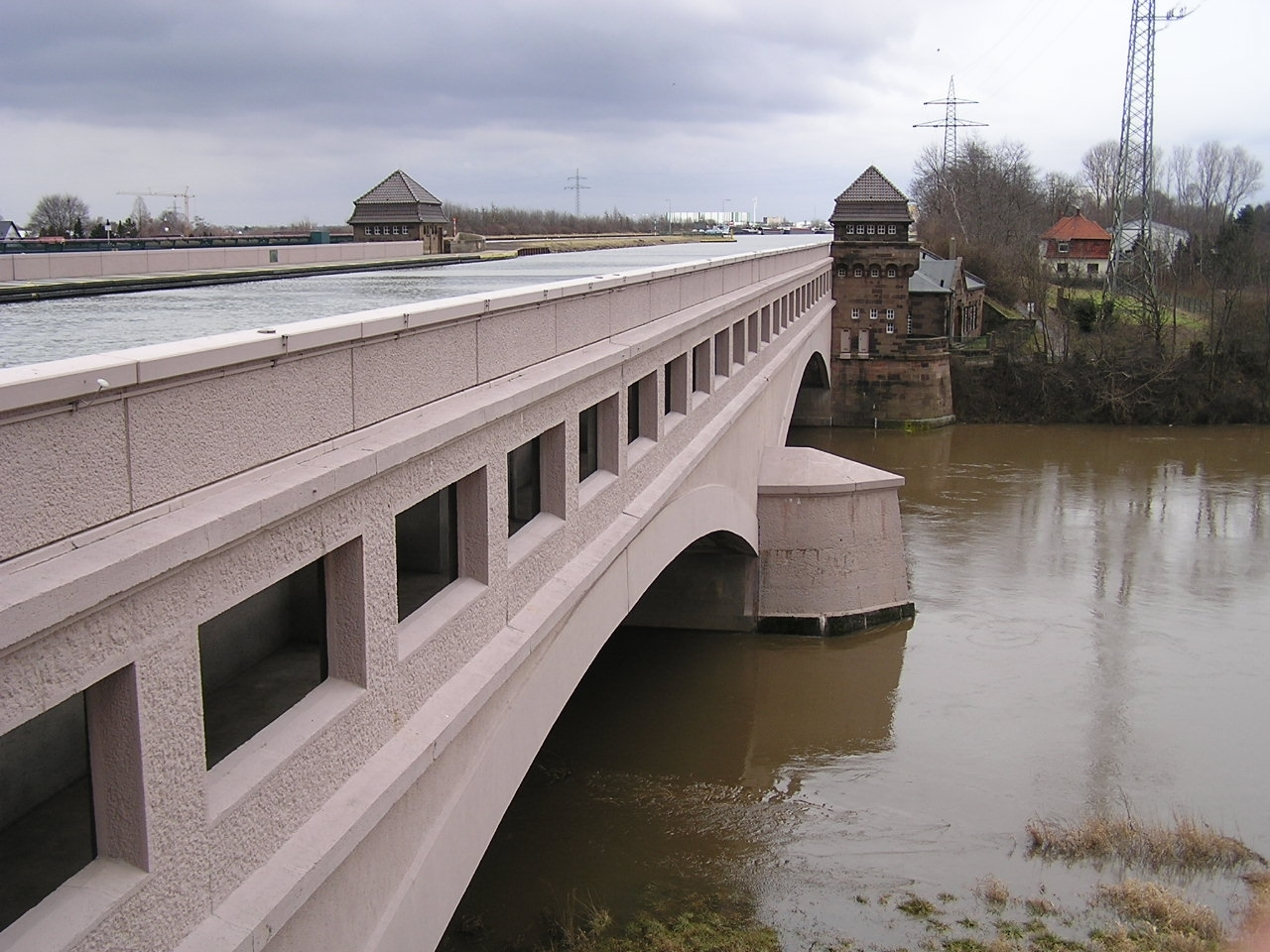
ミンデン水運路ジャンクションの運河橋

#### ヴェーザー川の橋
ミンデンには7本の橋が架かっている。3本の自動車橋、歩行者専用橋、鉄道橋、2本の運河橋である。この街で最初のヴェーザー川の橋は13世紀に架けられた。この場所には今も橋が架かっている。インネンシュタット地区と駅がある東岸の地区とを結び、オスナブリュックからハノーファーに至る広域道が通る橋である。この橋は何度も架け替えられており、現在は4車線に拡幅されている。1970年代にこの橋の負担を軽減する2本の橋が架けられた。当時は北橋、南橋（現在の公式な名称はそれぞれグスタフ・ハイネマン橋とテオドール・ホイス橋）と呼ばれていた。これらの橋は4車線の道路であり、インネンシュタット地区の自動車交通量を軽減している。南橋は連邦道65号線の一部であり、インネンシュタットから自動車を流出させている。この橋は元々連邦アウトバーンA30号線に使われる予定であったが、この計画は棄却された。
ヴェーザー川の鉄道橋はミンデナー・クライスバーンの敷設に伴って架けられた。この橋はインネンシュタットの北側でヴェーザー川を渡る。
ミッテルラント運河は、ヴェーザー川を横断する必要があった。その地点はミンデンの北側と定められた。こうして建設されたミンデン水運路ジャンクションは、マクデブルク水運路ジャンクションが開通するまでドイツ最大のものであった。1998年には5年の工期を経て、大型船舶用の第2の大きな運河橋が設けられた。
最後に紹介する橋は、インネンシュタットと大規模公園施設に指定されているカンツラー・ヴァイデとを結ぶ歩行者専用吊り橋のグラシー橋である。
市外でヴェーザー川を渡る最も近い橋は、上流側がポルタ・ヴェストファーリカ（約10km）、下流側がペータースハーゲン（約20km）にある。これらはどちらも自動車橋である。

#### 自転車
この街は広域自転車道のミューレンルートおよびヴェーザー自転車道沿いに位置している。また、ウェルネス自転車ルートの出発点の一つでもある。駅前にサービスセンターを備えた自転車ステーションがある。この街は1996年以降、作業共同体「ノルトライン＝ヴェストファーレンの自転車フレンドリーな市町村」の一員になっている。総通過車両のうち自転車が占める割合は約20%を超える。1995年からは「ミンデン自転車振興」プログラムチームが存在する。このグループは定期的に会合を開き、行政当局への提言を行っている。

### 経済
ミンデンの経済発展は、防衛施設の制約により長い間妨げられていた。1873年にこれが撤去されると、この都市とその経済は外に向かって発展していった。現在ミンデンは、経済、商業、サービスの重要な中心都市となっている。
ミンデンは農業の他に多彩な工業で特徴づけられる。この街には化学・金属産業、電子産業、製紙業、セラミック産業、木工業などの企業がある。市当局は市内に4,700社があるとしている。ミンデンの経済発展は二つの要因に拠っている。一つは川沿いの立地である。この街が市場開催権を有していたことから、航行する貿易船が積み荷を売るために立ち寄ったのである。もう一つは中世のこの街では穀物の取引が特に活発に行われ、大きな利益を上げていたことが挙げられる。ミンデンはハンザ同盟の加盟都市であった。一方、現在でも農業用地の面積は市の総面積の50%を占めている。ミンデン水運路ジャンクションに大規模な新しい港レギオポート・ヴェーザーが計画されている。

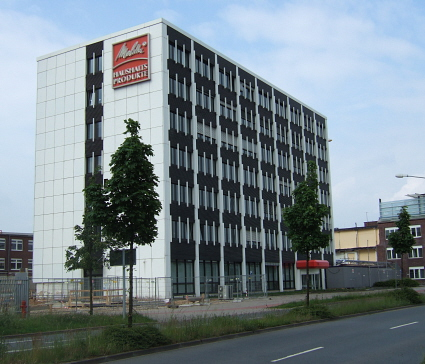
メリタ本社ビル

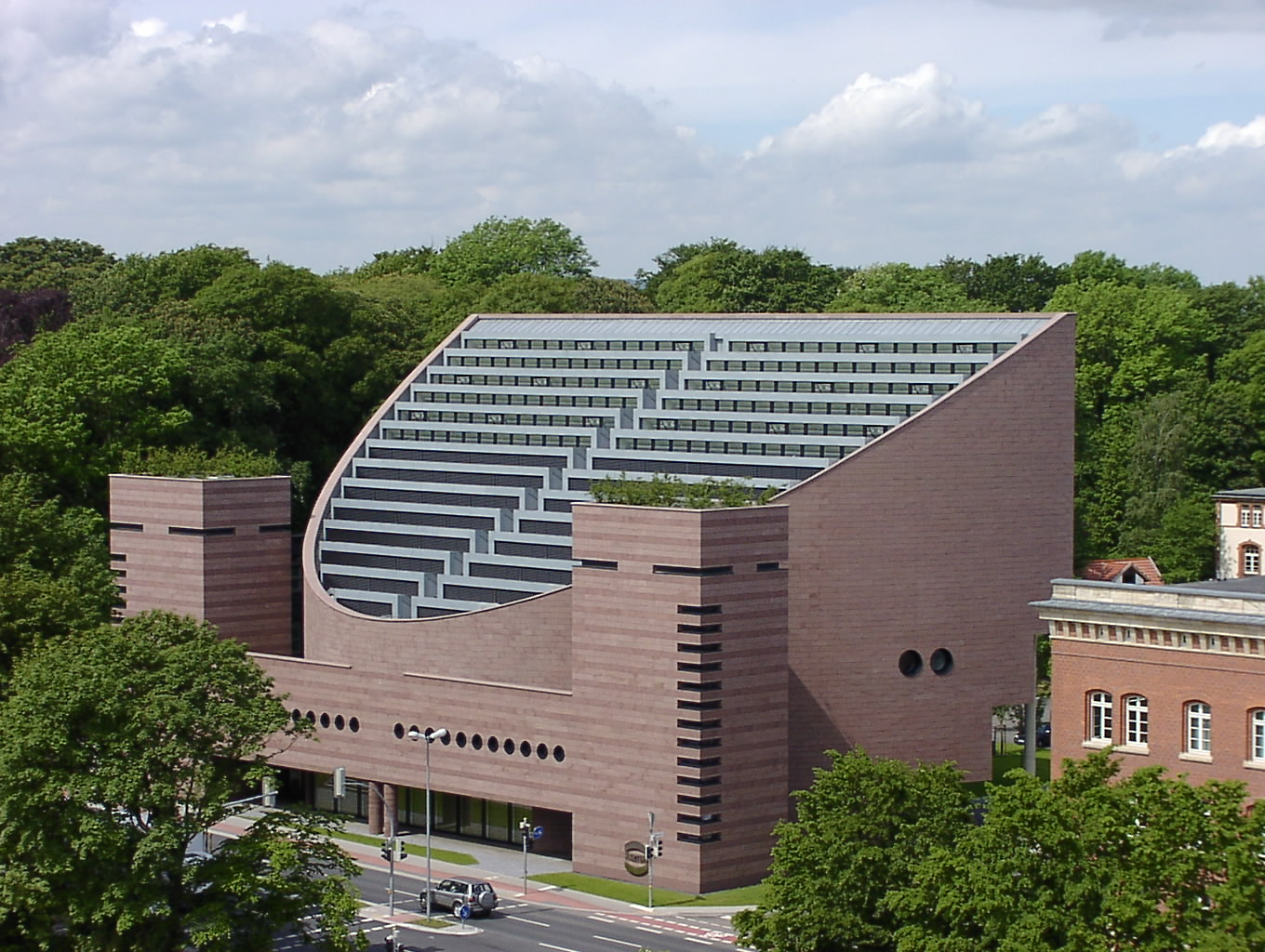
マリオ・ボッタ設計のHarting テクノロジー・グループ管理棟

#### 地元企業
ミンデンには様々な中規模企業がある。消費者に最もよく知られているのはメリタ社である。この会社は1929年からミンデンにあり、メリタ・グループの中枢がこの街にある。インネンシュタットには数多くの古くからの企業あるいはその支店がある。いかにそのいくつかを列記する。化学産業の分野では1932年創立の Knoll社がある。現在は BASF Pharmachemikalien の名前でカール通り沿いの工業地域で生産を行っている。金属工業では Drabert社が挙げられる。この会社は1889年からミンデン・ビューロメーベル内で製造を行っており、やがて企業グループへと成長した。電子産業では有名な Harting テクノロジー・グループの管理棟がポルタ通りにある。実際の本社工場は隣町のエスペルカンプにある。WAGO コンタクトテクニークはインネンシュタット北部に本社があり、ここで電子接続部品などを製造している。電気工学メーカーの Schoppe und Faeser はアセア・ブラウン・ボベリ傘下の企業である。化学工業では Follmann グループがある。古くからミンデンにある Endler und Kumpf はオートメーション技術の会社である。食料品ではフルーツ・ジュース製造の Löffler社がある。この会社は初めレヒテス・ヴェーザーウーファー区の橋のたもとにあったが、現在では南部の産業地区に移転している。Edeka Minden-Hannover はミンデンにドイツセンターを置いている。酵母のスペシャリストであるベッカー社は100年前からミンデンで活動している会社である。1980年代初めまでミンデンのフェルトシュレッツェン醸造所ではヴェーザー・ピルス（ピルスナー）を製造していた。シュトロートマンの商標（ヴィルヘルム・シュトロートマン蒸留所）で流通している小麦で造られるコルンをはじめとする蒸留酒類も有名であった。この会社は1990年代半ばにボルス社に売却されたが、その後継者はなかった。交通部門では、ドイツ鉄道は戦後、連邦鉄道中央局をドレスデンからミンデンに移転した。この機関は現在、DBシステムテクニークおよびDB車両整備GmbHに引き継がれている。建設部門ではカンパ・ハウスというプレハブ住宅製造会社がミンデンにあったが2009年に倒産した。クックク通りに本社を構える Ornamin Kunststoffwerke は、合成樹脂製のユニバーサルデザインの日用品を製造・販売している。1955年に設立されたこの会社は、やはりクックク通りにあった導火線製造の会社 (Brücker und Zschetzsche) をその前身とし、歴史は1883年にまで遡ることができる。1906年創業の機械製造業者アルテンドルフは丸鋸盤の世界市場のリーダーである。

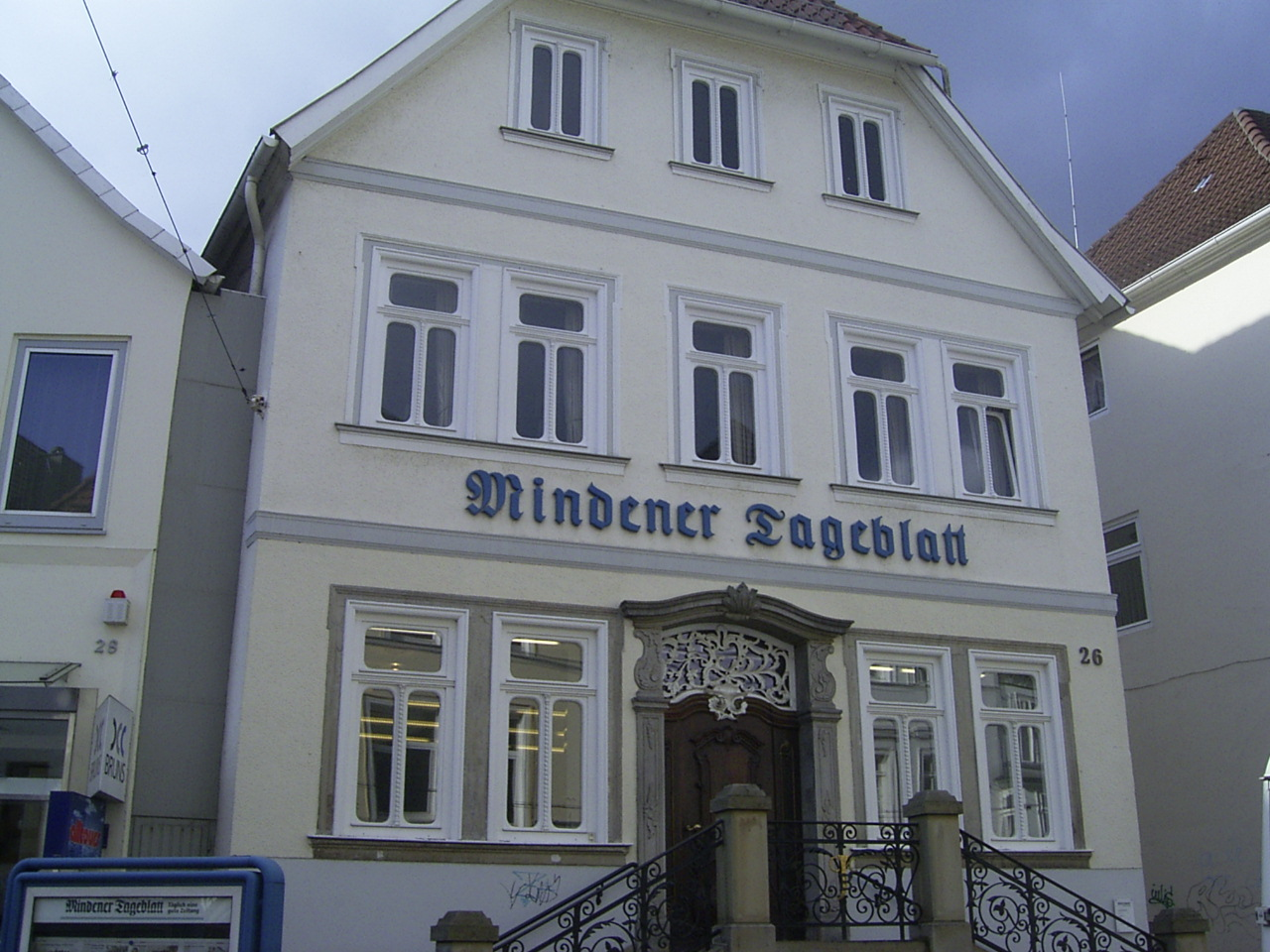
ミンデナー・ターゲブラット本社

#### メディア
地元の日刊紙にはミンデナー・ターゲブラットがある。公共放送は西部ドイツ放送協会 (WDR) が運営しており、オストヴェストファーレン＝リッペ向け放送のスタジオはビーレフェルトにある。ここからラジオおよびテレビ番組が制作され、放送されている。TVプログラムは2006年に DVB-T方式のデジタル放送に切り替えられており、ヤーコプスベルクの放送塔から送信されている。民間放送のラジオ・ヴェストファーリカ（ラジオNRWグループ）は、ミンデン＝リュベッケ郡向けのローカル番組を放送している。

### 公共施設
ミンデンにはミンデン＝リュベッケ郡の郡庁がある。また、この街にはドイツ連邦軍所在地、大病院（ヨハネス・ヴェスリング病院）の所在地といった機能もある。2008年3月、市の南境界近くのヘーファーシュテット市区に病院の新しい建物が完成した。2005年までミンデンにはノルトライン＝ヴェストファーレン州州立銀行の支店があった。かつてミンデンに本部を置いていた行政管区は、戦後に創設されたデトモルト行政管区に編入されたのだが、それにもかかわらず州内に7つだけの行政裁判所の一つが現在もミンデンにあり、ミンデン区裁判所、ミンデン労働裁判所がある。この街には現在のDBシステムテクニークの前身である連邦鉄道中央局が置かれていた。また、ミンデン＝リュベッケ郡を管轄するミンデン消防署の出動司令センター所在地である。さらにミンデンは郡独立市ではないにもかかわらず、連邦消防局がある数少ない都市の一つである。

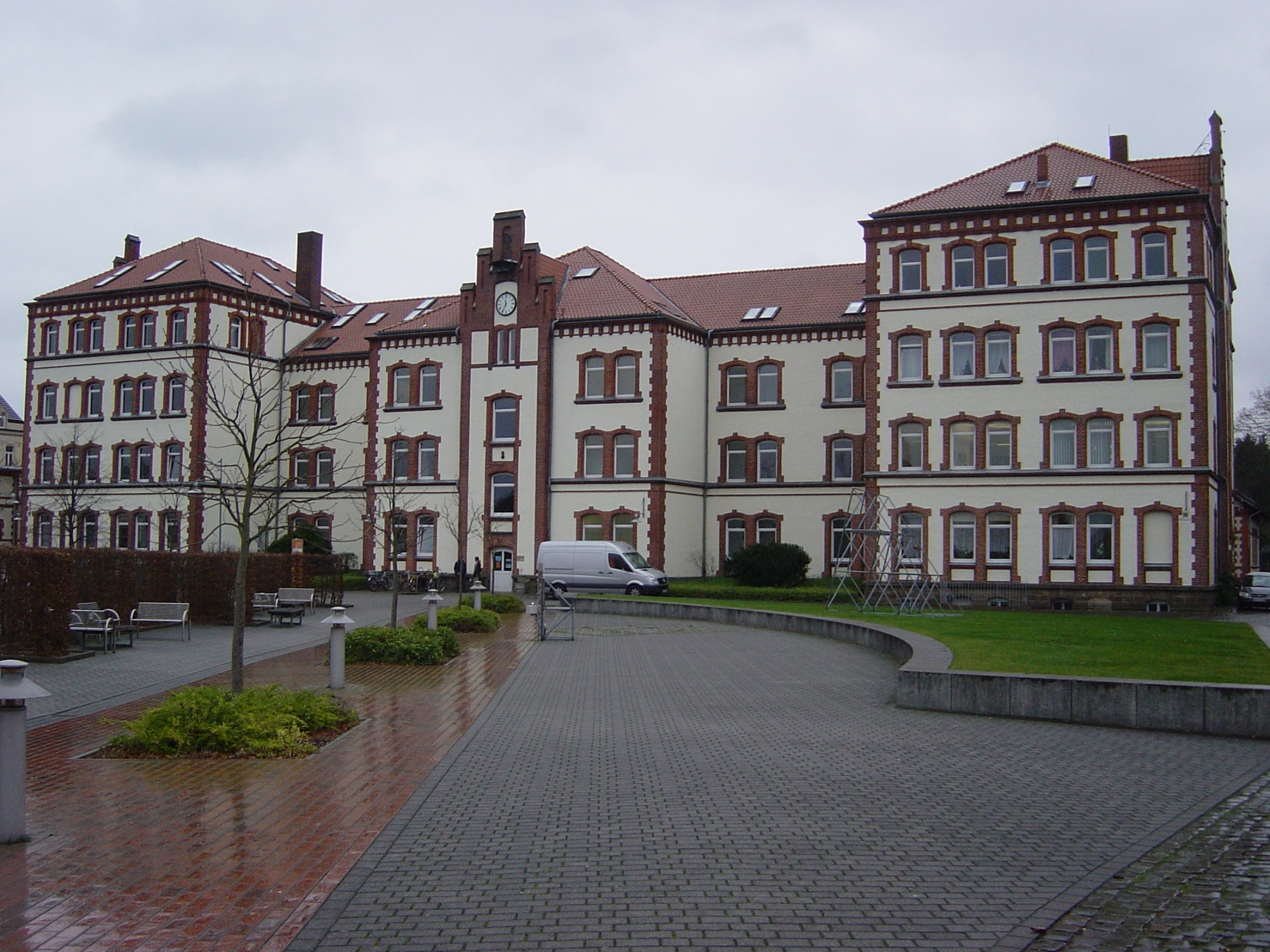
ビーレフェルト専門大学のミンデンキャンパス

### 教育
ミンデンには、ビーレフェルト専門大学の造形学、建築・土木工学、技術工学、エンジニアリングと数学（機械製造、電子工学、経済工学）、社会学および経済学、保健学の専門キャンパスがある。また、初等教育教員のための研究セミナーの建物内にハーゲン通信教育大学の通信センターがある。ミンデンには市民大学もある。ミンデン市は3校のギムナジウム（ヘルダーギムナジウム、ベッセルギムナジウム、ラーツギムナジウム）、2校の実科学校（フライヘル・フォン・フィンケ実科学校、ケーテ・コルヴィッツ実科学校）、3校の本課程学校（ミンデン南、トッテンハウゼン、ダンケルゼン）、1校の総合学校（クルト・トゥコルスキー総合学校）を運営している。さらに数多くの基礎課程学校、養護学校、職業訓練学校がある。ヴェーザー補習高等専門学校では職業高等専門学校からアビトゥーアを修得する、いわゆる「第2の教育コース」のための卒業資格を得ることができる。市立では、自由福音学校（基礎課程学校、総合学校）やヴァルドルフ学園がある。
また、ミンデンには音楽学校もある。

## ミンデン号
アメリカ合衆国国歌「星条旗 (国歌)」は、1814年にボルチモア攻撃中のイギリスの戦列艦ミンデン号内でフランシス・スコット・キーによって作詞された。キーはその直前に捕らえられ、イギリス海軍の戦列艦ミンデン号に移され、ここで『マクヘンリー砦の防衛』という詩を書いた。これが後に「星条旗」と改題され、国歌に指定された。艦船のミンデン号は、ミンデン市に因んで命名された。それは、この街の近郊で行われたミンデンの戦いでイギリスとプロイセンの軍がフランス軍に勝利したことにあやかったものである。
ミンデン号は米英戦争での任務を終えた後、病院船として香港に移された。そこで住民の救助という重要な任務を行った。その栄誉を称えて、後に2つの通りにその名が付けられた。

## 人物

### 出身者

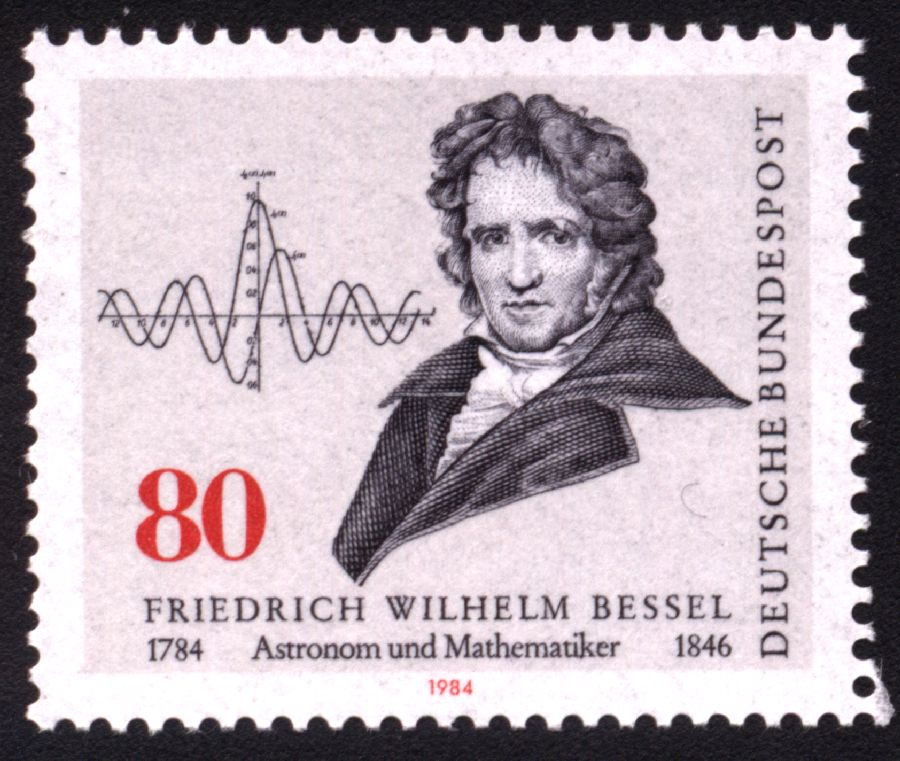
フリードリ・ヴィルヘルム・ベッセル生誕200年記念の肖像切手

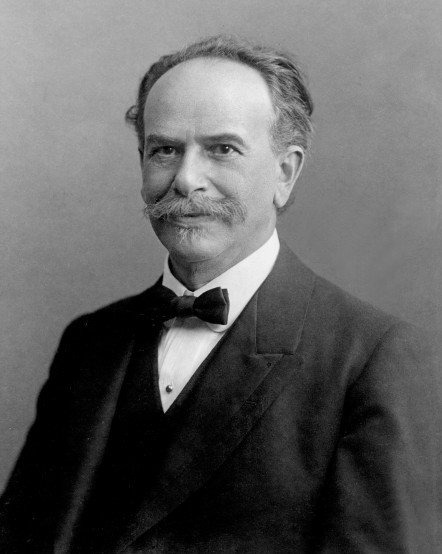
フランツ・ボアズ

- マイスター・ベルトラム（1340年頃 - 1414年または1415年）画家
- オットー・ヴィルヘルム・フォン・ケーニヒスマルク（1639年 - 1688年）スウェーデンの将軍
- フリードリヒ・ヴィルヘルム・ベッセル（1784年 - 1846年）数学者、天文学者
- パウリーネ・フォン・マリンクロット（1817年 - 1881年）宗教家、教団創設者
- ヘルマン・フォン・マリンクロット（1821年 - 1874年）政治家、上記パウリーネの弟
- オットー・フォン・エンミヒ（1848年 - 1915年）プロイセンの将軍
- フランツ・ボアズ（1858年 - 1942年）人類学者
- ゲルトルート・フォン・レ・フォルト（1876年 - 1971年）作家
- カール＝ジークムント・リッツマン（1893年 - 1945年）突撃隊大将
- ハンス・クラーマー（1896年 - 1968年）ドイツ国防軍司令官
- パウル・ローマン（1902年 - 1953年）政治家 (SPD)
- ハインツ・トレットナー（1907年 - 2006年）ドイツ連邦軍総監
- ハンス・ヴォルシュレーガー（1935年 - 2007年）作家、翻訳家、文芸評論家
- ザビーネ・ロイトホイサー＝シュナレンベルガー（1951年 - ）政治家 (FDP)、連邦法務大臣（1992年 - 1996年）
- ルッツ・ハッハマイスター（1959年 - ）ジャーナリスト、映画プロデューサー
- イーヴ・アイゲンラウフ（1971年 - ）サッカー選手
- カース（1978年 - ）ラッパー
- チーロ・フェルジック（1986年 - ）サッカー選手

### ゆかりの人物
- ドロテア（279年から290年頃 - 305年頃）聖女、殉教者。聖遺物がミンデンにある。
- シュトゥルミウス（715年頃 - 779年）布教家。ミンデン周辺で布教を行った。
- アドルフ2世（1128年 - 1164年）シャウエンブルク伯、ホルシュタイン伯。ミンデンに埋葬されている。
- フリードリヒ・ホフマン（1660年 - 1742年）医師。1685年から1693年までミンデンで臨床医、軍医を務めた。
- ハインリヒ・フリードリヒ・フォン・シュタイン（1757年 - 1831年）プロイセンの政治家
- ヴィルヘルム・フリードリヒ・エルンスト・バッハ（1759年 - 1845年）作曲家。ミンデンの音楽監督を務めた。
- ヨーゼフ・ヴァイデマイアー（1818年 - 1866年）革命運動家
- ヘルマン・ヤンセン (都市計画家)（1869年 - 1945年）都市プランナー
- メリタ・ベンツ（1873年 - 1950年）コーヒー関連商品メーカー「メリタ」の創業者（1908年創業）
- ヴィルヘルム・クライス（1873年 - 1955年）建築家。
- エルヴィン・イェーネッケ（1890年 - 1960年）ドイツ国防軍上級大将
- ヴェルナー・マルヒ（1894年 - 1976年）建築家
- ヴァルター・ヴァルリモント（1894年 - 1976年）ドイツ国防軍砲兵大将。ミンデンの砲兵隊の指揮官であった。
- カール・ヴォルフ（1900年 - 1984年）親衛隊大将。ミンデンに拘禁されていた。
- ハインツ・シュタルケ（1911年 - 2001年）政治家、ドイツ財務大臣（1961年 - 1962年）。1946年から1949年までミンデンに勤務していたことがある。
- アルブレヒト・ヴェルマー（1933年 - ）哲学者。ミンデンでアビトゥーアを取得した。
- カーブース・ビン＝サイード（1940年 - ）オマーン国王。ミンデンで官僚として勤務した。イギリス軍の中尉としてミンデンで勤務していた。
- マリオ・ボッタ（1943年 - ）建築家。Harting テクノロジー・グループ管理棟の建設に携わった。
- ハンス＝ヨーゼフ・ベッカー（1948年 - ）パーダーボルン大司教

## 引用
1. ↑  Bevölkerung der Gemeinden Nordrhein-Westfalens am 31. Dezember 2023 – Fortschreibung des Bevölkerungsstandes auf Basis des Zensus vom 9. Mai 2011
2. ↑  Max Mangold, ed (2005). Duden, Aussprachewörterbuch (6 ed.). Dudenverl. p. 554. ISBN 978-3-411-04066-7
3. ↑   ミンデンのホームページ
4. ↑  ミンデンの人口 2009年1月時点
5. ↑  デトモルト市の気候表
6. ↑  ドイツ気象庁月別降水量（1961年 - 1990年）
7. ↑   Meynert, Bender-Wittmann, p.126 より引用
8. ↑  ミンデナー・ターゲブラット 2005年4月4日付け
9. ↑   ミンデンの年代記
10. ↑   ミンデン市 編　Minden, Zeugen und Zeugnisse seiner städtebaulichen Entwicklung, 1979, p. 117
11. ↑  Westfälische Zeitschrift, Verein für Geschichte und Altertumskunde Westfalens, 159. Band 2009, pp. 286-297, Claus Bernet, "Paedagogica Quakeriana"
12. ↑  ノルトライン＝ヴェストファーレン州市町村法, 5. Teil, §40.
13. ↑   ミンデン市の紋章に関するページ
14. ↑   ミンデン市立劇場のホームページ
15. ↑  ミンデンの演劇サークル
16. ↑   ミンデンの博物館に関するウェブサイト
17. ↑  ミンデナー・ターゲブラット 2010年1月11日付
18. ↑   ヴェストファーレン＝リッペ景観連盟 (LWL) のウェブサイト
19. ↑   ヴェストファーレン＝リッペ景観連盟 (LWL) のウェブサイト
20. ↑   GWDミンデンのホームページ
21. ↑   ウニオン・ミンデンのホームページ
22. ↑   ブラウエス・バント・デア・ヴェーザーのホームページ
23. ↑   ヴェーザーリーダーのホームページ
24. ↑   ミンデン・マーケティングのホームページ
25. ↑  映画館一覧 — ノルトライン＝ヴェストファーレン州
26. ↑  ヴェーザープロムナード
27. 1 2   ミンデナー・ターゲブラット150周年記念特別付録 2006年7月 (PDF)
28. ↑   Zeit Lexikon, Band 9, Hamburg 2005
29. ↑   ノルトライン＝ヴェストファーレン州データバンクのミンデン市のショートプロファイル
30. ↑   100 Jahre Melitta, die Geschichte eines Markenunternehmens, Köln 2008, S. 28
31. ↑   Drabert社のホームページ
32. ↑  ユニバーサルデザイン賞 2009
33. ↑  アルテンドルフのサイト